# Восточный фронт Первой мировой войны
Восточный фронт, Восточноевропейский театр войны, Русский театр войны — один из театров войны Первой мировой войны (1914—1918 годы).
На Восточном фронте происходили боевые действия между Россией (Антанта) и Центральными державами. На стороне Антанты (с 1916 года) выступила Румыния.
Восточный фронт по своей протяжённости намного превосходил Западный фронт. По этой причине война на Восточном фронте имела менее позиционный характер по сравнению с Западным фронтом. На Восточном фронте происходили крупнейшие сражения Первой мировой войны.
После Октябрьской революции, когда в России была установлена власть большевиков, боевые действия на Восточном фронте были приостановлены. Правительство Советской России заключило перемирие с Центральными державами и начало готовиться к подписанию сепаратного мирного договора. 8 февраля 1918 года Центральные державы подписали Брестский мирный договор с Украинской народной республикой, а 3 марта 1918 года — с Советской Россией. Россия лишалась огромных территорий и должна была выплачивать репарации. Румыния, оказавшись в изоляции, также была вынуждена 7 мая 1918 года подписать мир с Германией и её союзниками.
Вплоть до окончания Первой мировой войны Центральные державы, несмотря на поражения на других фронтах, продолжали держать на занятых по Брестскому миру территориях в качестве оккупационных войск значительные силы.

## Перед войной

### Особенности театра боевых действий
Восточный фронт Первой мировой войны охватывал обширные территории на Востоке Европы: западную пограничную область России, Восточную Пруссию, восточную часть провинций Позен и Силезия, а также Галицию. С запада театр военных действий ограничивался рекой Вислой, крепостями Данциг, Торн, Позен, Бреславль и Краков; с юга — Карпатскими горами и румынской границей; с востока — линией Петербург — Великие Луки — Смоленск — Гомель — Киев и Днепром; с севера — Балтийским морем. Протяжённость театра по фронту от Балтийского моря до русско-румынской границы составляла около 850—900 км (по линии Кёнигсберг — Черновицы), максимальная глубина (в 1915 году) — около 500 км (от линии Барановичи — Ровно до границы с Германией (немного западнее Лодзи)).
Рельеф театра был преимущественно равнинный и удобный для развёртывания и применения большого количества войск.
В западной части России была развитая система укреплённых крепостей, на которую русская армия могла опираться при обороне и наступлении. К началу войны были построены новые крепости с новейшим вооружением: Ковно, Ивангород, Осовец, Варшава, Новогеоргиевск, Брест-Литовск, — и строилась крепость Гродно.
В Германии же были созданы и усовершенствованы большое число крепостей, которые германское командование намеревалось использовать не только для обороны, но и для наступления вглубь России. Имелись крепости Кёнигсберг, Данциг, Торн и ряд укреплений на Висле: Мариенбург, Грауденц, Кульм, Фордон и укрепление Летцен в системе Мазурских озёр.
Австро-Венгрия также имела ряд первоклассных крепостей: Краков, Перемышль и укреплённый лагерь у Лемберга.

### Планы сторон и развёртывание войск

#### Планы Германии и Австро-Венгрии
В начале Германия, реализуя план Шлиффена, развернула основные силы (7 армий) на Западном фронте, сосредоточив на Востоке против России всего одну армию — 8-ю. В состав 8-й армии вошли 4 армейских корпуса. Германские войска, используя особенности местности, не занимали сплошного фронта, а располагались отдельными очагами (по корпусу) в укреплённых районах на главных направлениях. Всего германское командование развернуло на Восточном фронте 15 пехотных и 1 кавалерийскую дивизии, 1044 орудия (в том числе 156 тяжёлых), общим числом около 200 тыс. человек, под командованием генерал-полковника Притвица. Главной задачей германской армии была оборона Восточной Пруссии и помощь австро-венгерским войскам, которые, по плану германского командования, должны были сыграть главную роль в борьбе с Россией.
Австро-Венгрия развернула против России 3 армии (1-ю, 3-ю и 4-ю) и отдельную армейскую группу генерала Германа Кёвесса.
В районе Львова развёртывалась 3-я армия генерала Брудермана, всего 6 пехотных и 3 кавалерийские дивизии, 288 орудий. 4-я армия генерала Ауффенберга занимала район Перемышля. В составе 4-й армии было 9 пехотных и 2 кавалерийские дивизии, 436 орудий. 1-я армия под командованием генерала Данкля развернулась на реке Сан. Всего 9 пехотных и 2 кавалерийские дивизии, 450 орудий.
Группа генерала Кёвесса, всего 10 пехотных и 3 кавалерийские дивизии, 448 орудий развернулась на правом фланге австрийских войск в районе Тарнополя.
2-я австрийская армия первоначально была направлена на Балканы, против Сербии, однако позднее была переброшена в Галицию против русских войск.
К началу боевых действий австро-венгерское командование развернуло против России 35,5 пехотных и 11 кавалерийских дивизий, общим числом 850 тыс. человек, 1728 орудий.
По плану австрийского командования австрийские войска быстрыми ударами, при содействии германских войск с севера, должны окружить и разгромить русские войска в Западной Польше. Австро-венгерская армия хотя и имела наступательную задачу, но вследствие начавшейся перегруппировки войск 2-й армии с сербского фронта нуждалась во времени для окончательного развёртывания.

#### Планы России
Российские войска мобилизовались по мобилизационному расписанию № 19 (1910 года) и осуществляли стратегическое развёртывание по плану 1912 года. План стратегического развертывания 1913 года (мобилизационное расписание № 20) должен был применяться с осени 1914 года и его не пришлось ввести в действие. Эти планы были компромиссом французских требований о нанесении главного удара по Германии, стремлений российского генштаба нанести главный удар по Австро-Венгрии, а также стремлений некоторой части российского генштаба не вступать в бои до окончания полного сосредоточений[прояснить].
Войска развёртывались на двух основных направлениях — на северо-западном (против Германии) и юго-западном (против Австро-Венгрии). Также были созданы оперативные соединения русских войск — фронты. На Северо-Западном фронте под командованием генерала Жилинского были развёрнуты 2 армии (1-я и 2-я). Всего 17,5 пехотных и 8,5 кавалерийских дивизий, 1104 орудия, всего около 250 тыс. человек.
Против Австро-Венгрии, на Юго-Западном фронте (командующий генерал Иванов) развёртывались 4 российские армии (3-я, 4-я, 5-я и 8-я). Всего к началу боевых действий войска юго-западного фронта имели 34,5 пехотных и 12,5 кавалерийских дивизий, всего около 600 тыс. человек и 2099 орудий. Главнокомандующим российской армии стал великий князь Николай Николаевич.
Русские мобилизационные расписания № 19 и № 20 предписывали Северо-Западному и Юго-Западному фронтам переход в наступление и перенесение войны на территорию соответственно Германии и Австро-Венгрии в течение двух недель со дня объявления войны. 1-й армии генерала П. К. Ренненкампфа предписывалось выступить 14 августа, перейти границу 17 августа, обойти Мазурские озёра с севера и отрезать немцев от Кенигсберга. 2-я армия генерала А. В. Самсонова должна была выступить 16 августа, перейти границу 19 августа, обойти Мазурские озёра с запада и не допустить отхода германских войск за Вислу.

## Кампания 1914 года

### Восточно-Прусская операция

Начало Восточно-Прусской операции

Первой операцией на восточном фронте была Восточно-Прусская операция. Русские войска, имевшие задачу разбить 8-ю германскую армию и захватить Восточную Пруссию, перешли в наступление, чтобы отвлечь на себя крупные германские силы с Западного фронта и не позволить Германии разгромить французскую армию и вывести Францию из войны.
Наступление в Восточной Пруссии русские войска повели двумя армиями: 1-й и 2-й под командованием генералов Ренненкампфа и Самсонова. Операция началась 17 августа, когда части 1-й русской армии перешли русско-германскую государственную границу и с востока вторглись на территорию Восточной Пруссии. 20 августа на территорию Восточной Пруссии с юга вошла и 2-я русская армия, нанося главный удар во фланг и тыл 8-й германской армии.

Битва при Танненберге

Командующий германскими войсками генерал Притвиц принял решение сдерживать 2-ю армию одним корпусом, а основной удар тремя корпусами нанести по 1-й армии.
На рассвете 20 августа у города Гумбиннен 1-й германский корпус под командованием генерала Франсуа внезапно атаковал наступавшие войска 1-й русской армии. Завязались ожесточённые бои. Обе стороны понесли тяжёлые потери, но немцы отступили. 17-й корпус под командованием генерала Макензена, наступавший южнее Гумбиннена, во встречном бою был наголову разбит и, потеряв 50 % личного состава, под натиском русских войск вынужден был отступить. После этих неудач подошедший позже 1-й резервный корпус генерала фон Белова также был вынужден отойти. Германские войска потерпели поражение под Гумбинненом.
Это поражение создало реальную угрозу окружения 8-й армии, и Притвиц отдал приказ об общем отступлении германских войск из Восточной Пруссии и отходе за Вислу. Однако этому воспротивилась германская Ставка и вопреки плану Шлиффена, который предполагал при любом неблагоприятном развитии событий на Восточном фронте ни в коем случае не снимать войск с Западного фронта, чтоб гарантированно разгромить Францию и избежать войны на два фронта, приняла решение Восточную Пруссию не сдавать и перебросить в помощь 8-й армии войска с Западного фронта (2 корпуса и конную дивизию). 21 августа Притвиц был отправлен в отставку. Командующим 8-й армией был назначен генерал Гинденбург, начальником штаба — генерал Людендорф.

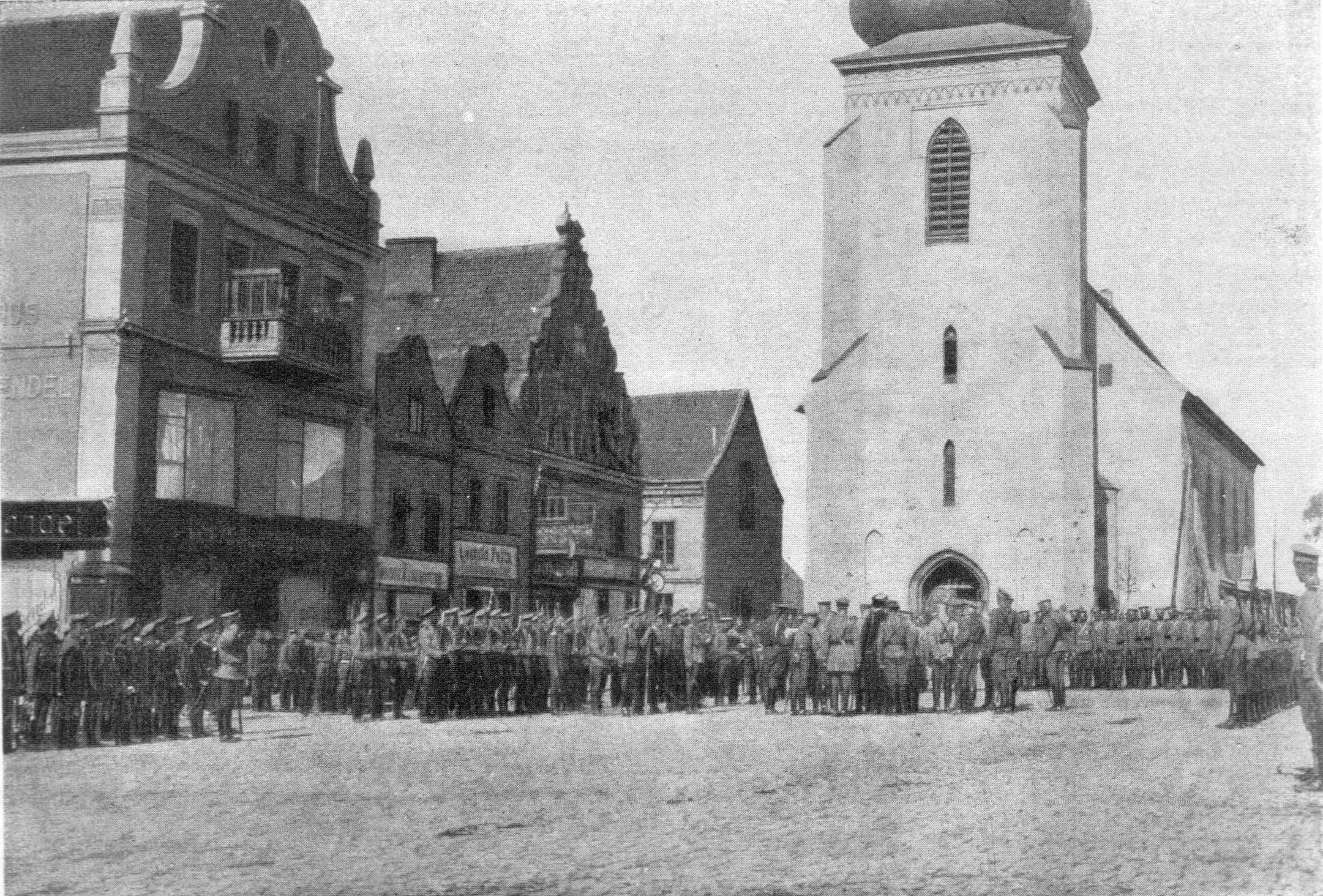
Парад Кавалергардам и Конной гвардии в Инстербурге

Было принято решение, оставив 2,5 дивизии против 1-й русской армии Реннемкампфа, быстро, по рокадной железной дороге через Кёнигсберг, перебросить главные силы 8-й армии против 2-й русской армии Самсонова и попытаться разгромить её до того, как она соединится с частями 1-й армии.
В это время русское командование, обнаружив перед фронтом 1-й армии быстрое отступление немецких войск, решило, что немцы отходят за Вислу, и сочло операцию выполненной, и изменила для неё первоначальные задачи. Основные силы 1-я армии Ренненкампфа были направлены не навстречу 2-й армии Самсонова, а на отсечение Кенигсберга, где, по предположению комфронта, укрылась часть 8-й армии, и на преследование «отступавших к Висле» немцев. Главком 2-й армии Самсонов, в свою очередь, решил перехватить «отступавших к Висле» немцев и настоял перед командованием фронта на перенесении главного удара своей армии с северного направления на северо-западное, что привело к тому, что русские армии стали наступать по расходящимся направлениям, и между ними образовалась огромная брешь в 125 км.
Новое командование 8-й германской армии решило воспользоваться образовавшимся разрывом между русскими армиями, чтобы нанести фланговые удары по 2-й армии Самсонова, окружить и уничтожить её.
26 августа германские войска атаковали 6-й корпус 2-й армии, русские потеряли 7500 человек и отступили в полном беспорядке, правый фланг армии оказался открытым, однако генерал Самсонов, не получил об этом информации и продолжал наступление. В то же время германцы атаковали и левый фланг русской армии, который также отступил. В результате была потеряна связь с фланговыми корпусами, а управление армией — дезорганизовано. В этих условиях 2-я армия начала отступать. Отступление пяти передовых русских дивизий проходило под растущим давлением продвинувшихся на флангах германских корпусов. Русское отступление приняло беспорядочный характер, а около 30 000 человек при 200 орудиях были окружены. В ночь на 30 августа генерал Самсонов застрелился.
Таким образом, потери 2-й армии составили 6000 убитых, ранено около 20 000 (почти все попали в плен), пленных — 30 000 (вместе с попавшими в плен ранеными — 50 000), захвачено 230 орудий. Убиты 10 генералов, 21 взят в плен. Общие потери 2-й армии убитыми, ранеными и пленными — 56 000 человек. Эти события получили название битва при Танненберге.
После разгрома 2-й армии германское командование приняло решение атаковать 1-ю армию, блокировавшую Кёнигсберг, и изгнать её из Восточной Пруссии. Сражения развернулись в районе Мазурских озёр. Здесь русская армия также была вынуждена отступить. Немцы вторглись на российскую территорию и 30 августа (12 сентября) заняли Сувалки, а 4 (17) сентября заняли Августов.
Восточно-Прусская операция завершилась. В ходе этой операции русская армия потерпела поражение, потеряв около 80 000 убитыми, ранеными и пленными. Германские войска потеряли около 60 000 убитыми, ранеными и пленными. Выполнить поставленную задачу по захвату Восточной Пруссии русским войскам не удалось Однако русские войска смогли оттянуть часть германских сил с Западного фронта, выполнив тем самым свой союзнический долг.

### Галицийская битва
Одновременно с наступлением в Восточной Пруссии, русские войска предприняли наступление в Галиции против австро-венгерской армии. Русские войска в составе пяти армий (3-я, 4-я, 5-я, 8-я, 9-я) перешли в решительное наступление против четырёх австрийских армий.

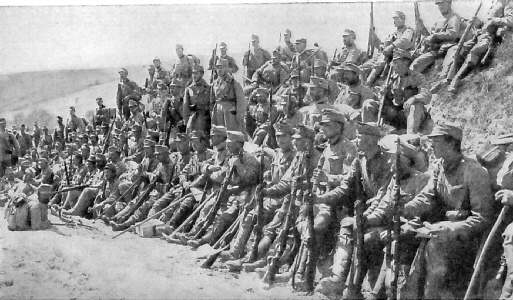
Австро-венгерская пехота

23 августа части 4-й русской армии получили приказ атаковать противника у города Красник. Однако 1-я австрийская армия генерала Данкля утром 23 августа атаковала русские войска, которые были вынуждены отступать. Далее австрийцы попытались охватить правый фланг 4-й армии, однако в ходе упорных боёв русские войска отступили к Люблину и заняли оборону. Ожесточённые бои с переменным успехом проходили здесь до 2 сентября.
У Замостья 5-я русская армия наступала в направлении Комарова, однако здесь 4-й австрийской армии удалось потеснить русские войска, которые были вынуждены отступить, здесь также велись ожесточённые бои с переменным успехом. Однако боевые действия в районе Комарова не принесли русским результатов и командующий 5-й армии генерал Плеве отдал приказ об отходе своей армии.

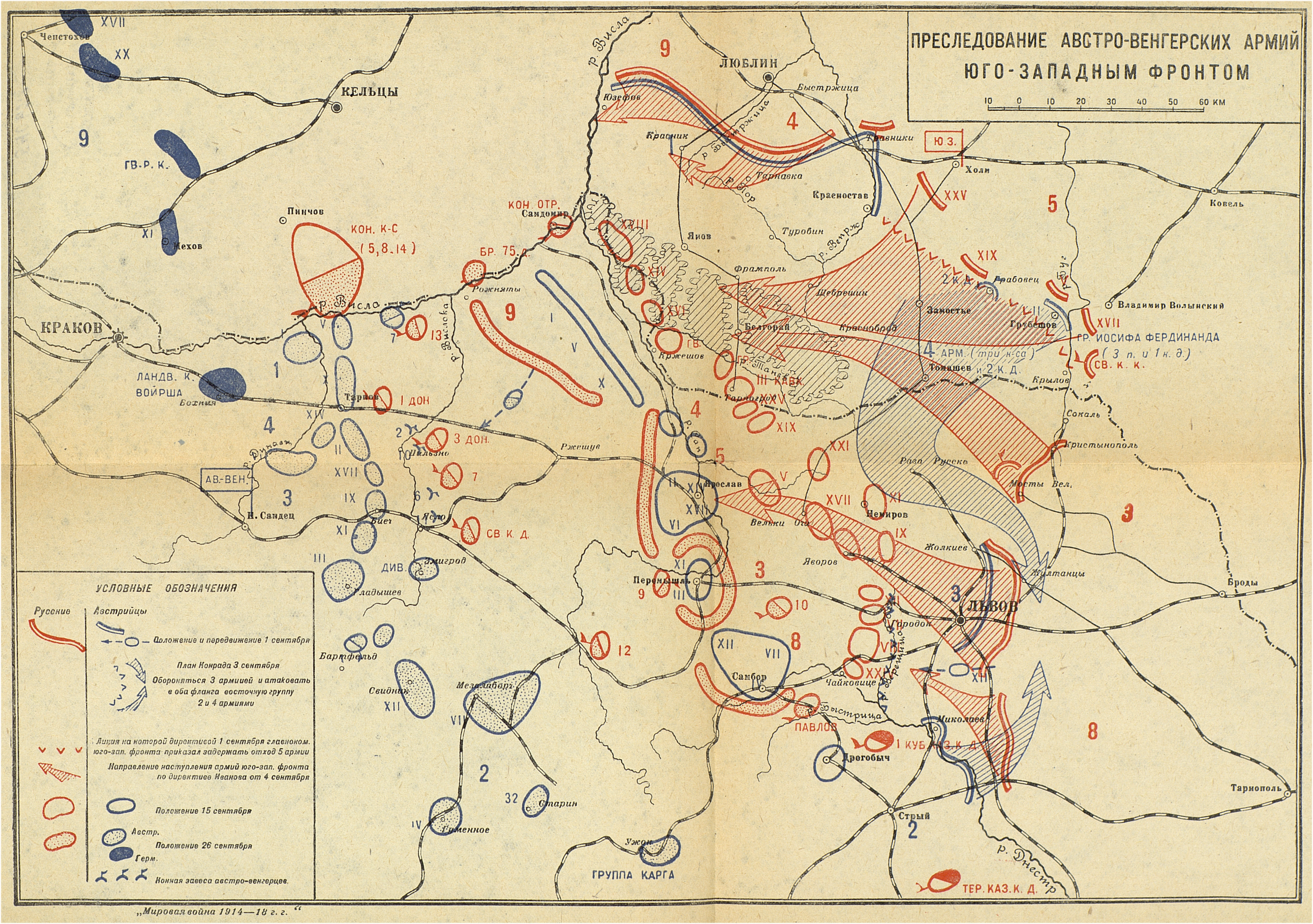
Преследование русскими войсками отступающей австрийской армии в Галицийской битве

Одновременно с этими боями на левом крыле юго-западного фронта 3-я русская армия также вела наступление. Австрийские части оказывали вялое сопротивление. Продолжая наступление, 8-я армия 23 августа преодолела реку Серет, которую австро-венгерское командование решило не оборонять, а затем Стрыпу. Австрийцы не предполагали, что русские создадут мощную группировку восточнее Лемберга, планировалось, что армии Брудермана и группы Кевеса будет достаточно для обороны. 26 августа на реке Золотая Липа произошло сражение между 3-й австрийской и 3-й русской армиями, в этих боях русские войска одержали успех и заставили противника отступать. Австро-венгерские войска заняли оборону на реке Гнилая Липа, однако и здесь после ожесточённых боёв русские войска продолжили наступление. Части 8-й армии генерала Брусилова разгромили 12-й австро-венгерский корпус и создали угрозу охвата всей австро-венгерской группировки, располагавшейся южнее Лемберга В этих условиях австрийцы начали общее отступление. Русские войска начали преследование отступающего противника, 21 августа русские войска заняли Лемберг, 22 августа — Галич.
Тем временем оборонявшиеся 4-я и 5-я русские армии получили подкрепления. 21 августа генерал Иванов отдал приказ об общем наступлении русских армий юго-западного фронта. 2—4 сентября, 4-я русская армия нанесла поражение группе Куммера. В то же время был разбит 10-й корпус армии Данкля. Командующий австрийской армии Конрад принял решение нанести контрудар в направлении Равы-Русской, для чего выделил дополнительные силы (создав превосходство над русскими, три армии против двух). Однако в тяжёлых боях у Равы-Русской русские войска остановили австрийское наступление.

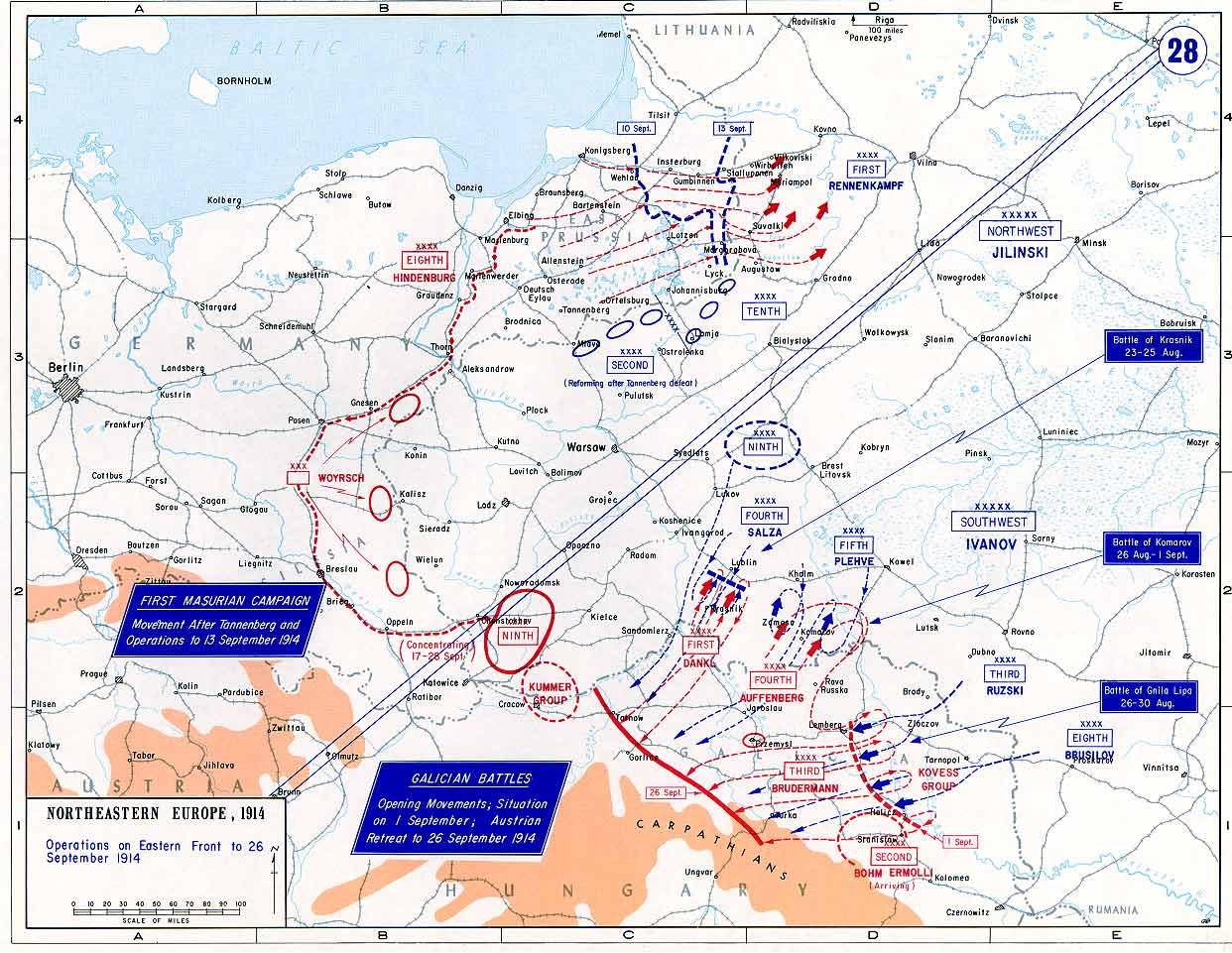
Восточный фронт, сентябрь 1914 года

11 сентября австрийцы прекратили наступление и начали отступление за реку Сан. К 8 сентября русские войска заняли практически всю восточную часть Западной Галиции, почти всю Буковину и осадили Перемышль. Русская армия подошла к Карпатам, намереваясь начать наступление в Венгрию. В этом грандиозном сражении австрийские войска потерпели сокрушительное поражение: их потери составили 400 000 человек, в том числе 100 000 — пленными; в ходе боёв русские войска захватили 400 орудий. Русская армия также понесла ощутимые потери — 230 000 человек убитыми, ранеными и пленными. Планы германского командования удержать весь Восточный фронт силами только австро-венгерской армии потерпели крах.

### Августовская операция
Спустя две недели после поражения в Восточной Пруссии российское командование вновь решило перейти в наступление на этом направлении. Наступление началось 12 (25 сентября) 1914 года. Основной удар наносила 10-я армия в лесах под Августовым. 10-я армия отразила германский контрудар под Сувалками и к началу октября вступила в Восточную Пруссию. Обе стороны понесли большие потери.
1-я армия нанесла немцам поражение в боях у Вержболова и оттеснила их обратно к границе. Армия вновь заняла Шталлупёнен и вышла на линию Гумбиннен — Мазурские озера, где была остановлена получившей подкрепления 8-й немецкой армией. На этом рубеже русское наступление завершилось.

### Варшавско-Ивангородская операция

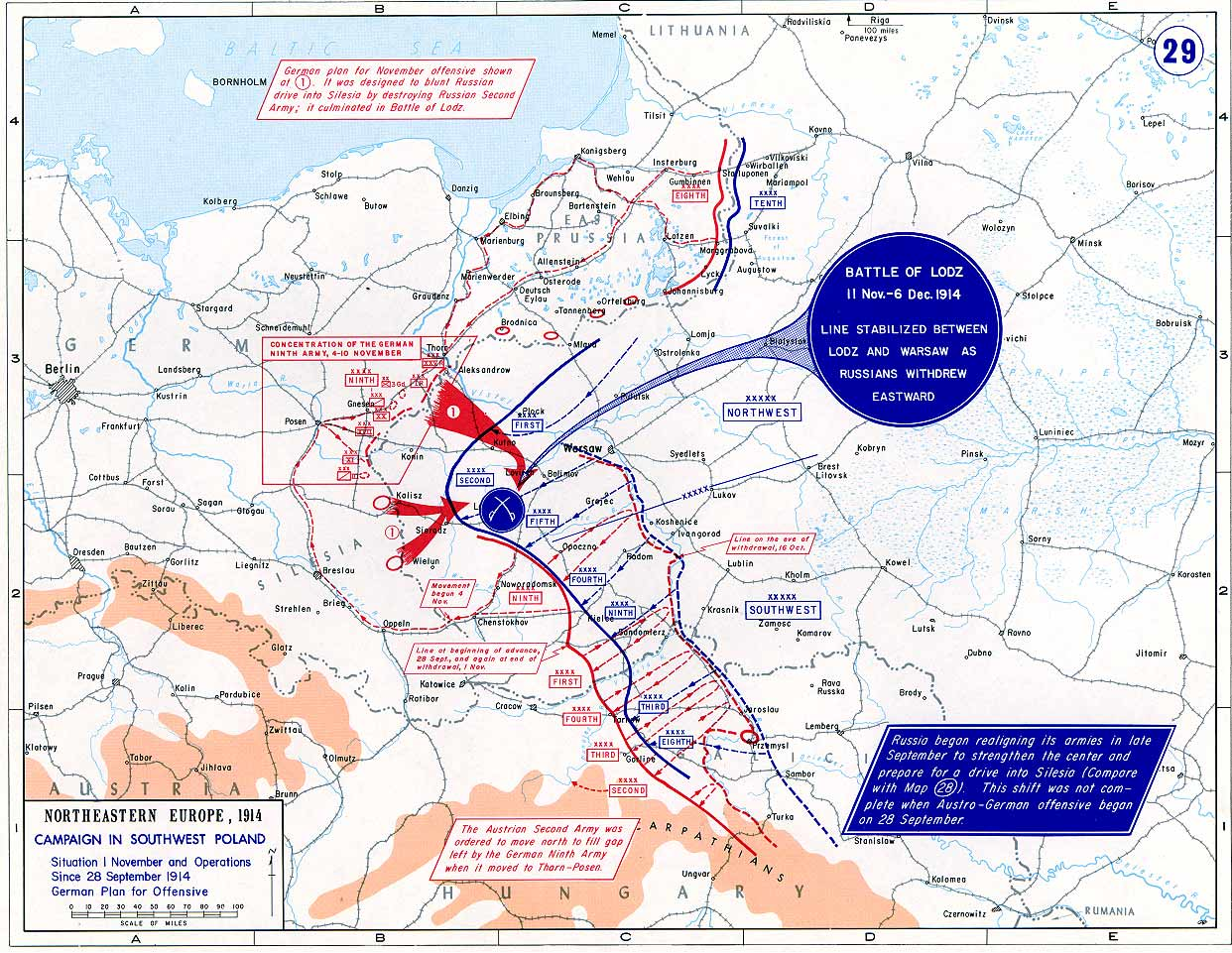
Восточный фронт, осень 1914 года

После того, как австро-венгерская армия была разбита в Галицийской битве, на Восточном фронте сложилась неблагоприятная ситуация для Центральных держав. В этих условиях Германская империя пришла на помощь Австро-Венгрии, перебросив часть сил на юг в Силезию. Была сформирована новая 9-я германская армия под командованием генерала Макензена. Чтобы предотвратить предполагаемое вторжение русских войск в Силезию, германское командование решило нанести удар из районов Кракова и Ченстохова на Ивангород и Варшаву. Поддержку 9-й германской армии оказывала 1-я австро-венгерская армия генерала Данкля. Российские войска имели на этом направлении четыре армии: 2-я, 4-я, 5-я и 9-я.
28 сентября 9-я армия генерала Макензена начала наступление на Варшаву и Ивангород. 8 октября немцы вышли к Висле. К 12 октября им удалось занять весь левый берег Вислы до Варшавы. Однако, подтянув подкрепления, русские сумели сдержать нападение. Атаки армии Макензена были отражены на линии варшавских фортов. Русская армия на левом берегу Вислы удержала предмостные укрепления Ивангорода, Варшавы и плацдарм у Козенице.

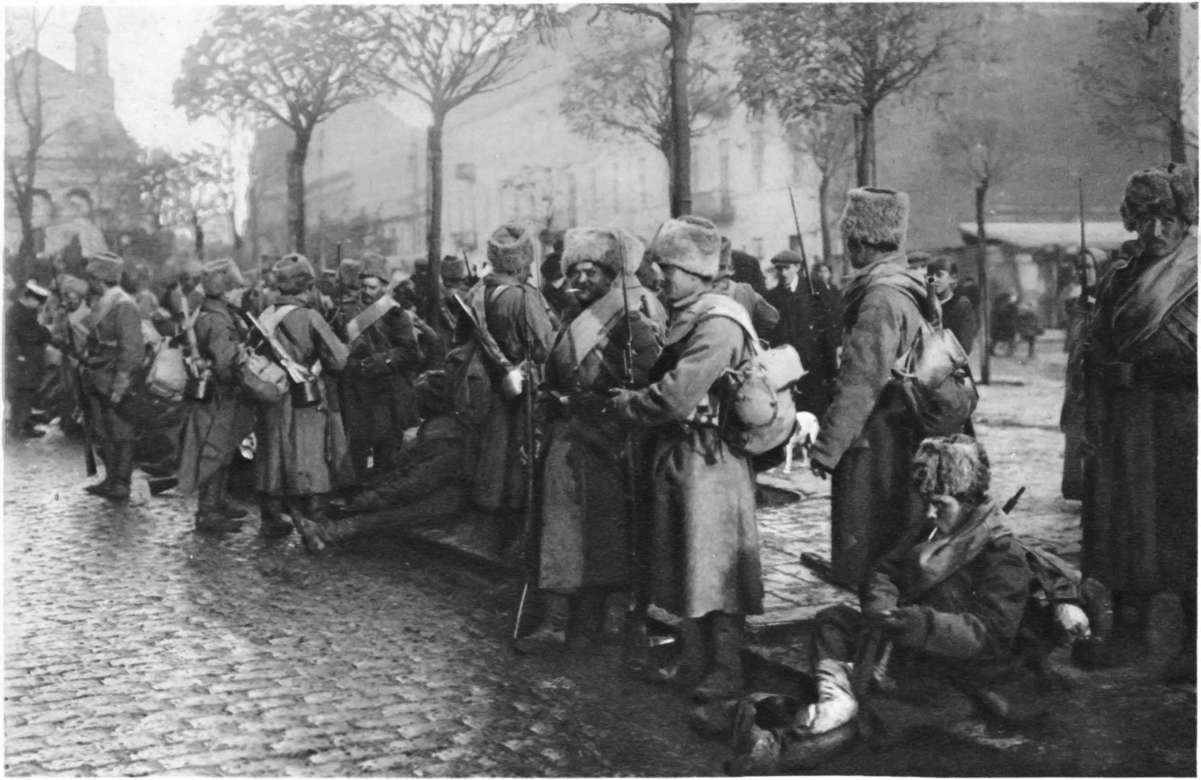
Русские войска в Варшаве

В то время как немцы увязли в ожесточённых боях в предместьях Варшавы, 9 октября, получив подкрепления, генерал Иванов отдал приказ о начале наступления. 4-я и 5-я русские армии приступили к форсированию Вислы: 5-я армия южнее Варшавы, а 4-я армия из района Ивангорода на Козеницкий плацдарм, чтоб ударить во фланг и тыл наступавшей германской группировки. Чтоб ликвидировать Козеницкий плацдарм и не дать русским переправиться через Вислу командующий германскими войсками на Восточном фронте генерал Гинденбург ввёл в бой резервный корпус, однако русские на козеницких позициях отбили все атаки и к 20 октября переправили на плацдарм 2 армейских корпуса.
Не сумев сбросить русские войска с плацдарма в Вислу, Гинденбург передал козеницкое направление 1-й австрийской армии и бросил все германские части под Варшаву, где перешла в наступление 2-я русская армия. Австрийцы попытались ликвидировать Козеницкий плацдарм, но были разгромлены во встречном сражении и стали отступать. Понеся большие потери, 1-я австро-венгерская армия отошла на запад, отчего между ней и главными силами австрийцев образовался широкий разрыв. В эту брешь австрийского фронта устремились войска 9-й русской армии, выходя во фланг и тыл 1-й австрийской и 9-й германской армиям. Германцам и австрийцам угрожал полный разгром.
27 октября германское командование отдало приказ прекратить атаки на Варшаву и отойти на исходные позиции. Австро-германские войска начали поспешный отход.
Одновременно с этим сражением весь октябрь 1914 года Галицийская группа Юго-Западного фронта вела ожесточённое и кровопролитное встречное сражение в Галиции против австро-германских армий, обеспечивая южный фланг русских войск в Варшавско-Ивангородской операции. Некоторые историки называют это сражение, в котором каждая из сторон потеряла примерно по 120 тысяч солдат, «Второй Галицийской битвой».

### Лодзинская операция
Сразу же после завершения Варшавско-Ивангородского сражения на Восточном фронте началась операция у Лодзи. Русское командование намеревалось силами трёх армий (1-я, 2-я и 5-я) вторгнуться на территорию Германской империи и повести наступление вглубь страны. Желая переломить ситуацию на Восточном фронте в свою пользу, а также сорвать русское наступление, германское командование принимает решение нанести превентивный удар. 9-я германская армия из района Торна (на нижней Висле) должна была нанести удар в стык между 1-й и 2-й русскими армиями, прорвать фронт, выйти в тыл русским войскам и окружить 2-ю и 5-ю русские армии.

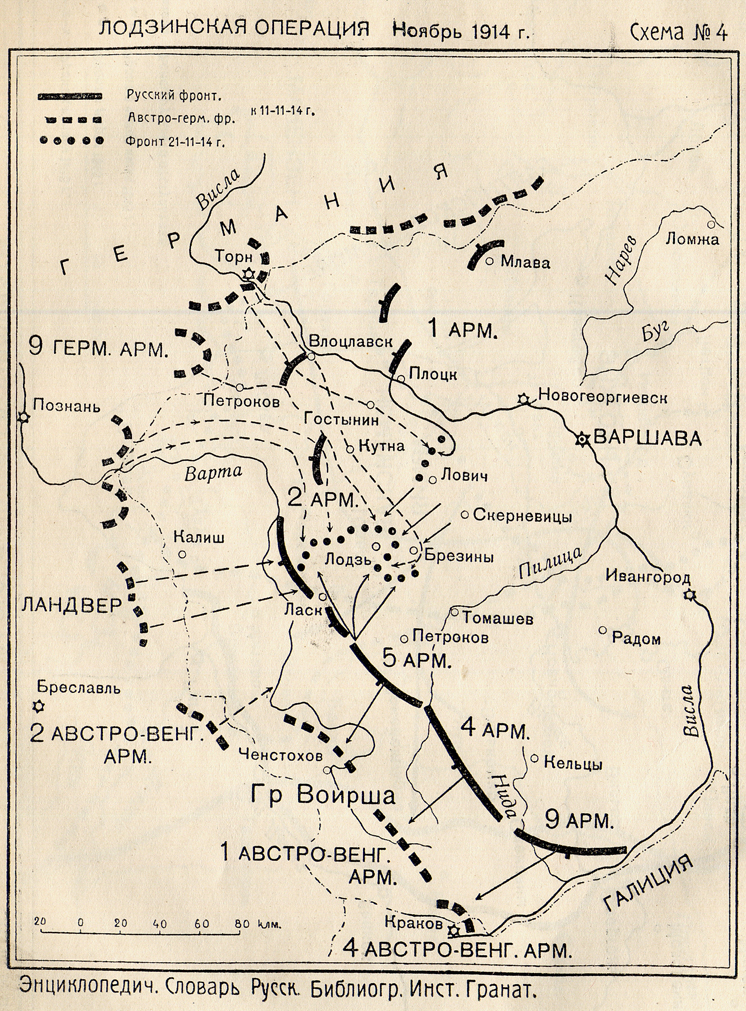
Лодзинская операция

Помимо 9-й германской армии в наступлении должны были принять участие другие формирования германской армии: 3-й германский кавалерийский корпус, корпуса «Бреслау» и «Позен», группа войск генерала Войрша (гвардейский резервный корпус и 2 пехотные дивизии), а также 2-я австро-венгерская армия, которые должны были сковать и сдержать наступление русских войск.
11 ноября части 9-й армии нанесли удар в стык 1-й и 2-й русских армий, 12 ноября большими силами германцы атаковали позиции русских, которые были вынуждены отступить. Затем до 15 ноября шли ожесточённые бои между двумя русскими корпусами и частями 9-й германской армии, в ходе этих боёв русским войскам удалось отстоять свои позиции. 15—19 ноября шло упорное сражение по всему фронту, одновременно русское и германское командование перегруппировывали свои войска, пытаясь нащупать слабые места в обороне противника.
В ходе этих боёв немцы, наконец, нашли неприкрытую брешь в русской обороне северо-восточнее Лодзи, и сформировав ударную группировку под ком. Шеффера (3 пехотные и 2 кавалерийские дивизии), нанесли туда мощный удар, в результате окружив город с запада, севера и востока. Однако, чтобы полностью блокировать Лодзь, у немцев не хватило сил, и вскоре сама ударная германская группировка Шеффера оказалась под угрозой окружения. 22 ноября группа Шеффера, получив приказ об отступлении, начала отход. К 24 ноября, потеряв 70 % личного состава убитыми и пленными, германские войска из практически полного окружения прорвались на север.
Лодзинская операция имела неопределённый исход. Германский план окружения 2-й и 5-й русских армий провалился, однако и готовившееся русское наступление на территорию Германской империи было также сорвано. После завершения операции были сняты со своих постов командующие русских 1-й армии Ренненкампф и командующий 2-й армии Шейдеман.

### Ченстохово-Краковская операция
Параллельно с Лодзинской операцией 1 (14) ноября 1914 года 4-я и 9-я армии Юго-Западного фронта начали наступление с целью осуществить прорыв обороны противника на рубеже Ченстохова-Краков, разгромить австро-венгерские 4-ю и 1-ю армии, германскую армейскую группу и совместно с армиями левого крыла Северо-Западного фронта осуществить вторжение в Германию.
Однако немцы совместно с австрийцами также начали наступление. Вначале русским войскам удалось не только отразить фронтальный и фланговые удары австро-германских войск, но и продвинуться вперед, выйдя на подступы к Кракову и Ченстохове. Но затем 9-я армия и левый фланг 4-й должны были отойти. Наступление войск Юго-Западного фронта было приостановлено в связи с осложнением обстановки на Северо-Западном фронте во время Лодзинской операции.

### Итоги кампании 1914 года
Главным итогом кампании 1914 года стал крах германского плана блицкрига. Германская армия не смогла разгромить ни русскую армию на Востоке, ни союзные армии на Западе. Активные действия русской армии помешали этим планам. В связи с этим германское командование принимает решение уже в конце 1914 года перебросить на Восток дополнительные силы. Если боевые действия на Восточном фронте с началом войны вела лишь одна 8-я германская армия (209 552 человек), то к концу декабря численность германских войск возросла до 435 889 человек.
За 1914 год русская армия была вынуждена оставить западную часть Польши, однако заняла значительную часть Галиции и Буковины, где было создано Галицийское генерал-губернаторство. Русское командование намеревалось зимой захватить перевалы в Карпатах, чтоб весной вторгнуться в равнинную часть Венгрии.
С конца 1914 года на Восточном фронте устанавливается позиционная линия фронта.
По официальным германским данным потери немецких войск в 1914 году на Восточном фронте составили: 19 835 человек убитыми и умершими от ран и болезней, 30 195 пропавшими без вести, 99 338 ранеными и 145 039 человек заболевшими (итого это составляет 294 407 человек общих потерь).
Общие потери австро-венгерских войск в кампании 1914 года оцениваются в 723 000 человек (включая до 300 000 пленных); турецкие потери — в 90 000 человек. Итого общие потери Центральных держав на русском фронте составили около 1 036 000 человек. Потери России также были велики: не менее 1 000 000 человек, включая свыше 300 000 пленных.

## Кампания 1915 года
|                                                    |                                                             |                     | | |
| 42-линейная гаубица образца 1909 г. в бою, 1915 г. | 42-линейная скорострельная пушка обр. 1910 года в действии. | Траншейный миномёт. | Тяжёлая позиционная артиллерия (6-дюймовая осадная пушка обр. 1877 г. весом в 190 пудов на береговом лафете Дурляхера) у Куртенгофа на фронте 12-й армии, сентябрь 1915 г. | Тяжёлая артиллерия (на фото 8-дюймовая облегчённая пушка обр. 1877 г. на осадном лафете) выдвигается на позиции. |

Не добившись выполнения намеченных планов на Западе в 1914 году, германское командование принимает решение перебросить главные силы на Восточный фронт и нанести мощный удар по России, с целью вывести её из войны. Германское командование запланировало взять русскую армию в гигантские «клещи». Для этого предполагалось рядом мощных фланговых ударов из Восточной Пруссии и Галиции прорвать оборону российской армии и окружить в Польше её основные силы.

### Сражения в Карпатах

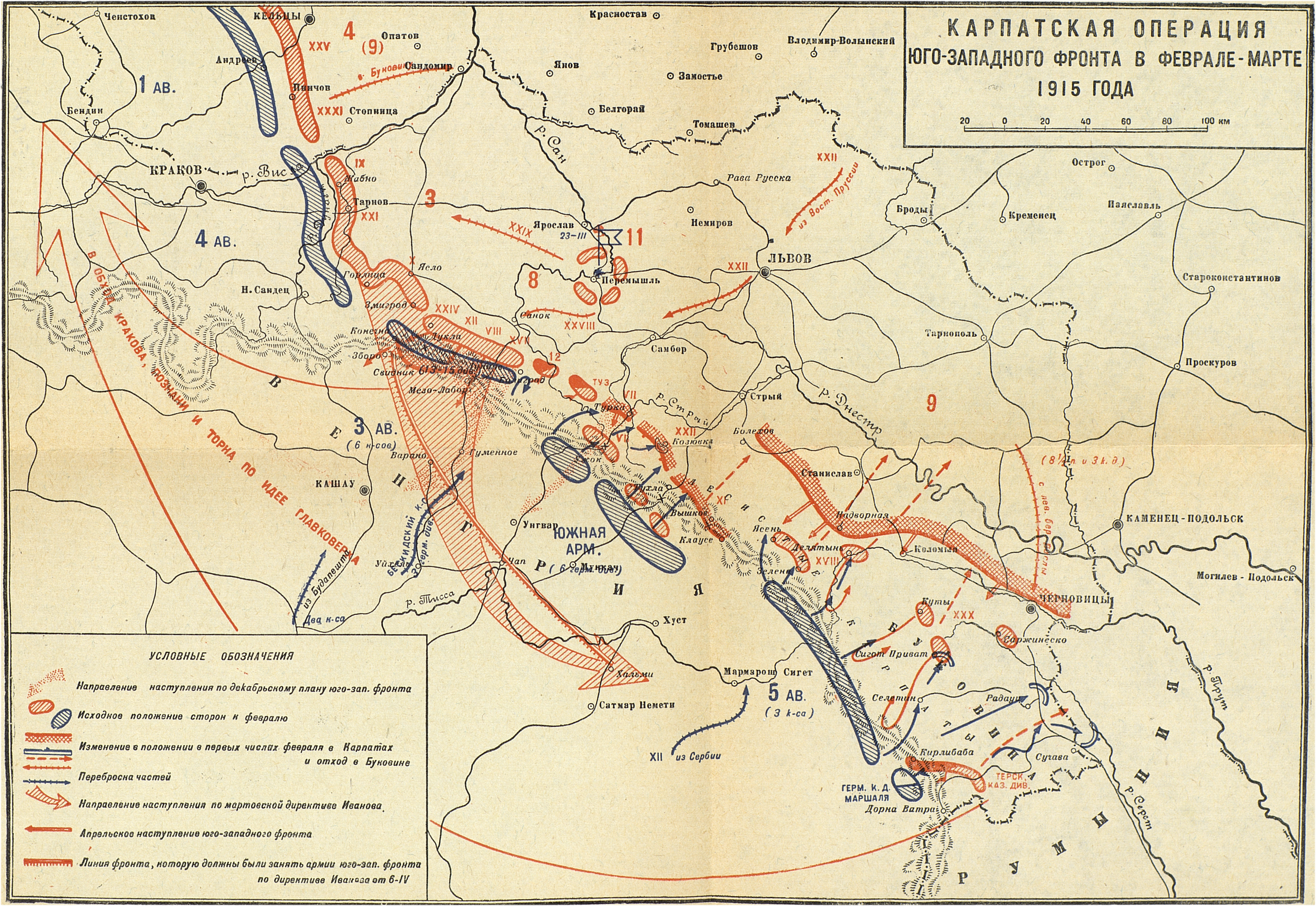
Карпатская операция. Январь—март 1915 года

Ещё в конце 1914 года русское командование приняло решение силами Юго-Западного фронта (3 армии: 3-я, 8-я и 9-я) форсировать Карпаты и вторгнуться на равнинную территорию Венгрии. Главную роль в предстоящем наступлении играла 8-я армия генерала Брусилова. Однако австрийское командование также планировало наступление в Карпатах с целью деблокировать осаждённую русскими войсками крепость Перемышль.
В конце января австро-германские войска (3 австро-венгерские армии и южная немецкая армия) начали наступление нанося два удара: один — от Ужгорода на Самбор, другой — от Мукачево на Стрый. Начавшееся одновременно наступление 8-й армии Брусилова привело к ряду тяжёлых встречных боёв на горных перевалах. Русские войска, столкнувшись с численно превосходящим противником, заняли оборону на горных перевалах.
В феврале русское командование перебрасывает дополнительные резервы в Карпаты и формирует 9-ю армию генерала Лечицкого. Весь март прошёл в непрерывных боях на левом фланге русской 3-й армии и на всем фронте 8-й армии. Здесь, на кратчайшем направлении из Венгрии к Перемышлю, с целью его освобождения, настойчиво наступали австро-германцы. Солдаты сражались по пояс в снегу, обе стороны ежедневно несли крупные потери.
Однако после того, как Перемышль сдался российским войскам, освободившаяся 11-я армия, которая вела осаду, усилила российские войска в Карпатах. Австро-германцы прекратили наступление.

### Осада Перемышля

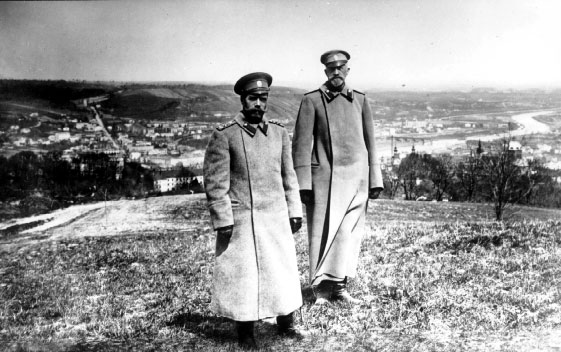
Император Николай II и великий князь Николай Николаевич в Перемышле. 11 апреля 1915 года

После завершения Галицийской битвы, 17 сентября 1914 года, русские войска подошли к крупнейшей австрийской крепости в Галиции — Перемышль. Перемышль был первоклассной крепостью с многочисленным гарнизоном под командованием генерала Кусманека. 5—7 октября русские войска предприняли штурм крепости, однако все атаки были отбиты с большими потерями. Помимо этого 8 октября к крепости подошли австро-венгерские войска и русские войска были вынуждены снять осаду.
Однако после поражения австро-германских войск в Варшавско-Ивангородском сражении австро-венгерские войска снова отступили, и крепость снова окружили русские войска. Крепость осаждала 11-я русская армия генерала Селиванова, не имея достаточных сил и средств, русское командование не предпринимало бессмысленных попыток штурма, а вело осаду крепости.
После продолжительной осады, когда в городе закончились запасы продовольствия, генерал Кусманек предпринял попытку снять осаду, однако все атаки австрийских войск были отбиты. После этого командование крепости приняло решение капитулировать. Перед этим артиллерия крепости расстреляла весь боезапас, а укрепления крепости были взорваны. 23 марта 1915 года Перемышль капитулировал. В русский плен сдались 9 генералов (в том числе и Кусманек), 93 штаб-офицера, 2204 обер-офицеров, 113 890 солдат, а также русские войска захватили около 900 орудий.

### Мазурское и Праснышские сражения

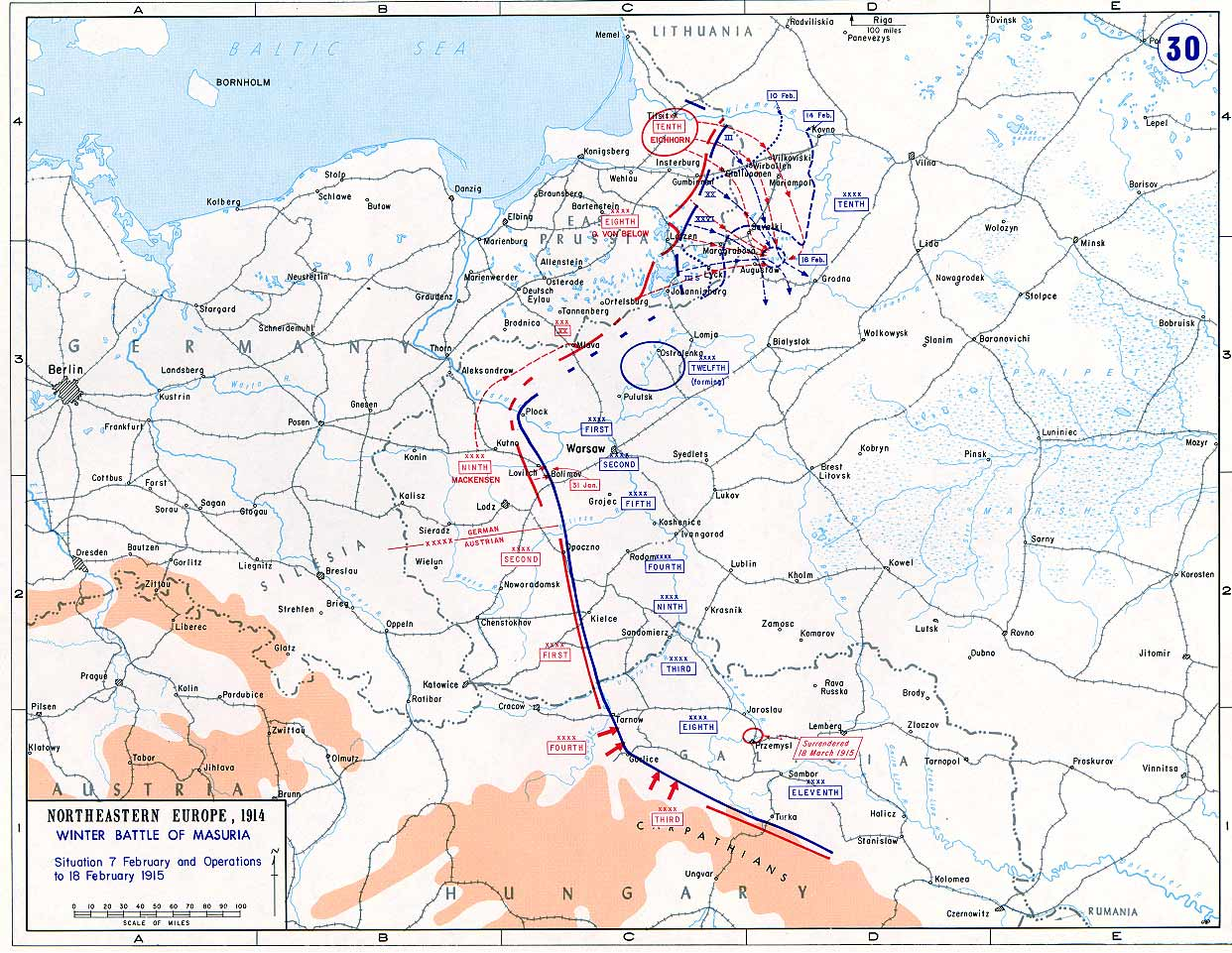
Мазурское сражение

Первой операцией стратегического германского плана на 1915 год стала Августовская операция. Германское командование планировало ударом из Восточной Пруссии прорвать русский фронт. Главные удары наносили 10-я армия генерала Эйхгорна с севера, и 8-й армии генерала Белова с запада (всего 15 пехотных и 2,5 кавалерийских дивизий) по сходящимся направлениям в сторону города Августов, чтобы окружить и уничтожить оборонявшуюся в Восточной Пруссии 10-ю русскую армию генерала Сиверса.
Ещё в конце 1914 года на Восточный фронт было переброшено из Франции 7 германских корпусов и 6 кавалерийских дивизий. К этому времени и в Германии удалось создать резервы — 4 корпуса. Их тоже перебросили на Восточный фронт. Эти войска сформировали новую 10-ю армию генерала Эйхгорна.
7 февраля 1915 года 8-я германская армия атаковала левый фланг 10-й армии, на следующий день части 10-й германской армии атаковали правый фланг русских войск. Германцам удалось прорвать фронт. Левофланговые корпуса русской армии стойко сдерживали 8-ю немецкую армию, не дав ей выйти в район Августова. Однако на правом фланге германские войска сумели продвинуться вперёд, отступившие правофланговые корпуса обнажили фланг 20-го корпуса генерала Булгакова, который попал под мощный удар немцев и был окружён в районе Августова.
10 дней части 20-го корпуса пытались вырваться из окружения, приковав к себе значительные силы германских войск. После ожесточённых боёв в заснеженных Мазурских лесах остатки 20-го корпуса, израсходовав все боеприпасы, вынуждены были сдаться. Благодаря мужеству бойцов 20-го корпуса три корпуса 10-й армии смогли избежать окружения и отступили. Германцы одержали тактическую победу, но окружить 10-ю армию им не удалось.
После этого в конце февраля германское командование возобновило наступление в Восточной Пруссии, 8-я и 12-я германские армии атаковали позиции 1-й и 12-й русских армий. После тяжёлых боёв 24 февраля два германских корпуса заняли город Прасныш. Однако русские войска, получив резервы (2 корпуса), атаковали и выбили германцев из Прасныша. 2 марта русские войска возобновили наступление в районе Сувалок и нанесли частям 8-й и 12-й армий поражение. К 30 марта германские войска были окончательно вытеснены на территорию Германской империи.
Немцы на этом не остановились, поддерживая наступление в Польше немцы создав огромное численное превосходство (почти в два раза) снова начали наступать на Прасныш с целью окружить там русских, помогло немцам добиться преимущества превосходство в артиллерии, которая сметала все укрепления на своём пути. Однако даже учитывая это, немцы все равно избегали прямых стычек, предпочитая фланговый охват. Русская армия оказывала достойное сопротивление, так, поступило донесение что в 9 из дней русские отбили 9 атак. Все же немцы взяли Прасныш и прилегающие территории, однако были остановлены на реке Нарев, что означало стратегический крах всей операции.

### Немецкое вторжение в Прибалтику
14 (27) апреля 1915 г. немецкая 3-я кавалерийская дивизия переправилась через Неман у Юрбурга из Восточной Пруссии на российскую территорию, 15 (28) апреля немецкая пехотная бригада заняла Россиены. 17 (30) апреля российские войска были вынуждены оставить Либаву, передовую военно-морскую базу. Немцы овладели Либавой 25 апреля (8 мая). Российские войска отошли за реку Дубиса.

### Горлицкий прорыв

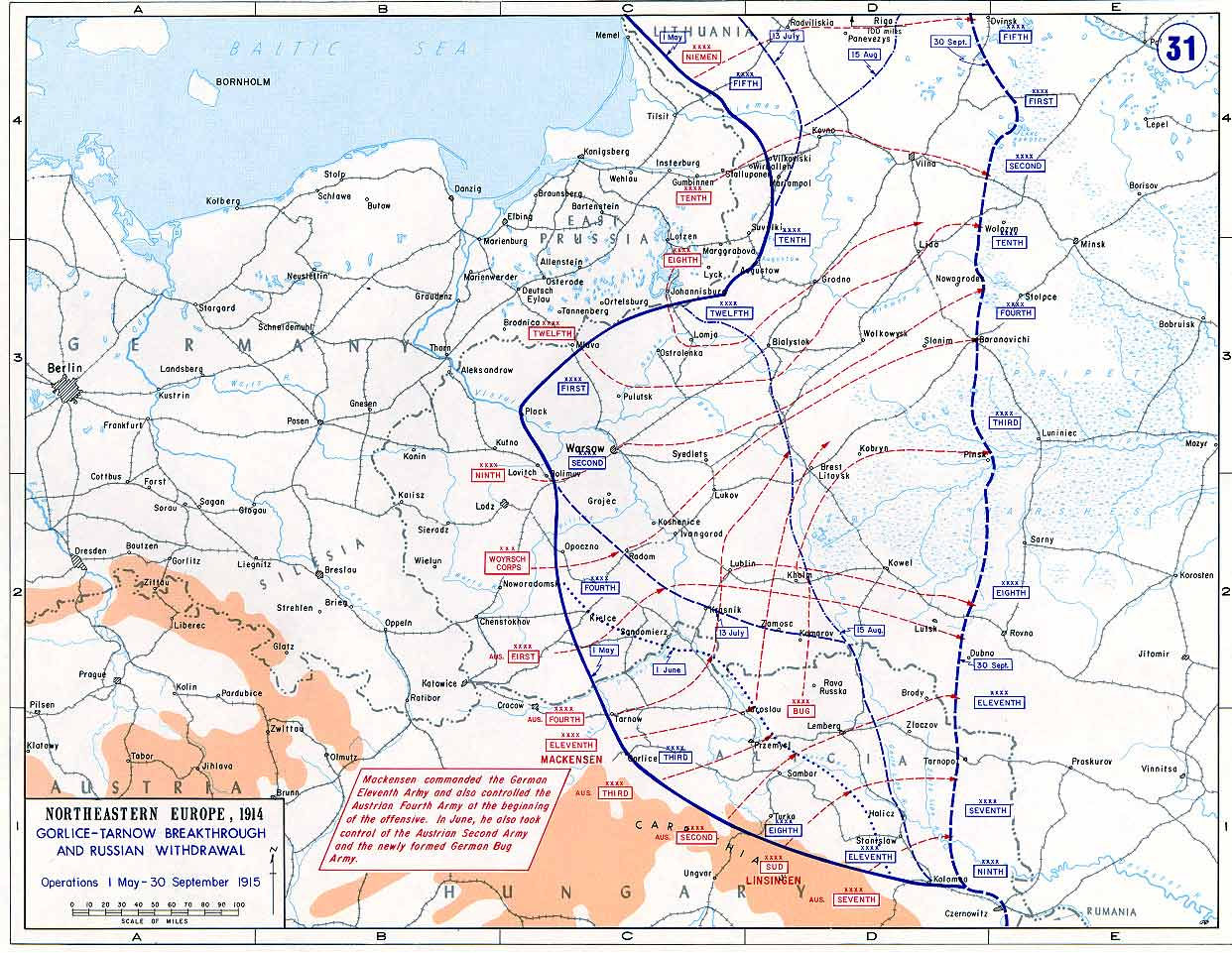
Восточный фронт. Лето 1915 года

После фланговых ударов против русской армии из Восточной Пруссии, австро-германское командование готовилось нанести фланговый удар и из Галиции. Прорыв русского фронта в Галиции планировалось осуществить между Вислой и Карпатами, в районе Горлице. Место прорыва было выбрано не случайно. Здесь русская армия не располагала большими силами, не было крупных естественных преград, и в случае прорыва фронта отрезались пути отхода русской группировки в Карпатах и создавалась угроза окружения всего левого фланга Юго-западного фронта.
Для осуществления операции у Горлице австро-германское командование сосредоточило 11-ю германскую армию (была переброшена с Западного фронта) и 4-ю австро-венгерскую армию, также в операции участвовали другие австро-германские соединения. Задачей австро-германцев был прорыв русского фронта, окружение, оборонявшейся здесь 3-й русской армии и дальнейшее наступление на Перемышль и Львов. На 35-км участке прорыва германо-австрийские войска сосредоточили 10 пехотных и 1 кавалерийскую дивизию (126 тысяч человек, 457 лёгких и 159 тяжёлых орудий, 96 миномётов и 260 пулемётов).
Русское командование не уделяло должного внимания опасности австро-германского наступления в районе Горлице. Все внимание русского командования было сосредоточено на завершении Карпатской операции. В 3-й русской армии (свыше 18 пехотных и 6 кавалерийских дивизий) на направлении прорыва находилось только 5 пехотных дивизий (60 тысяч человек, 141 лёгкое и 4 тяжёлых орудия, 100 пулемётов). Таким образом на участке прорыва Центральные державы создали многократное превосходство в живой силе и технике. Помимо этого в это время в русской армии остро стоял вопрос с боеприпасами, часто русской артиллерии нечем было отвечать на обстрелы противника.
Наступление началось 2 мая 1915 года после мощной артиллерийской подготовки. Русские войска отчаянно оборонялись, однако всё же отступили на 2—5 км. Русское командование считало, что основной удар австро-германцы нанесут в Карпатах, а в районе Горлице они проводят отвлекающий манёвр, поэтому резервов 3-й армии предоставлено не было. После 6-дневных ожесточённых боёв австро-германские войска сумели прорвать русский фронт и продвинуться на глубину до 40 км. Понеся большие потери 3-я армия, к 15 мая отступила на линию Ново-Място — Сандомир — Перемышль — Стрый.

### Великое отступление

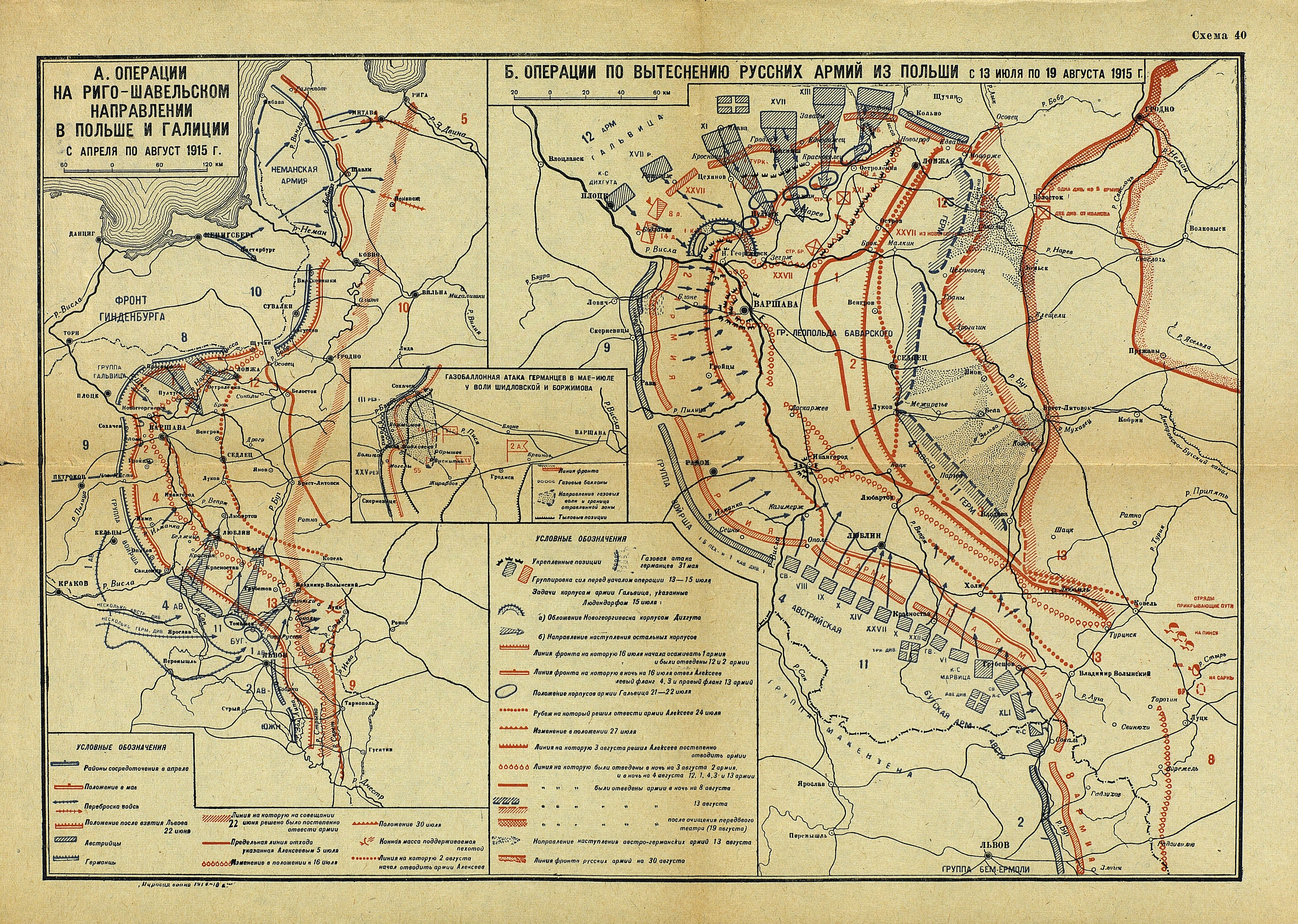
Отход русских армий из Польши

24 мая, подтянув тяжёлую артиллерию, Август фон Макензен возобновил наступление. 3 июня австро-германские войска овладели Перемышлем, а 22 июня взяли Львов. После чего австро-германские войска продолжили развивать наступление, выходя в глубокий тыл русской армии. Русская Ставка, чтоб избежать окружения русских армий в Польше, начала стратегическое отступление на Восток.
4-9 июля развернулось Красноставское сражение.
Бои в Галиции возобновились с новой силой 15 июля, после тяжёлых боёв русские войска отступили на линию Ивангород — Люблин — Холм. 22 июля германские войска форсировали Вислу. 22 июля (4 августа) русские войска оставили Варшаву и Ивангород, 7(20) августа пала крепость Новогеоргиевск. В связи с ударом германских войск на наревском направлении русские войска отошли на линию Осовец — Влодава. 22 августа после сложной обороны русские войска оставили Осовец, 26 августа русские отступили из Брест-Литовска, 2 сентября с боями был оставлен Гродно. К осени фронт стабилизировался на линии Рига — Двинск — Барановичи — Пинск — Дубно — Тарнополь.

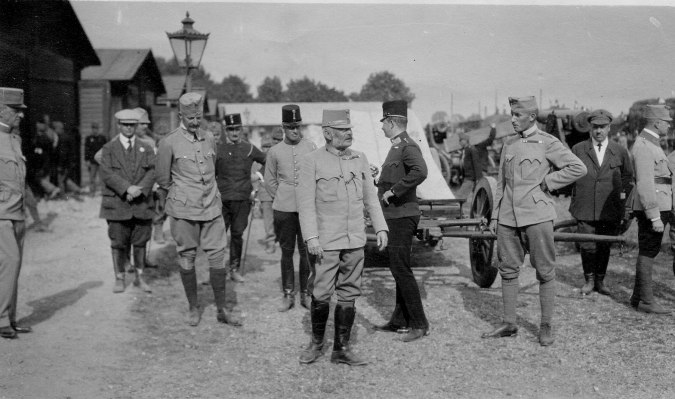
Командующий австро-венгерской армией эрцгерцог Фридрих в Перемышле. Лето 1915 года

В это время Верховный главнокомандующий Николай Николаевич был отправлен главнокомандующим Кавказским фронтом, а командование армией принял на себя император Николай II, начальником штаба стал генерал Алексеев.
В течение лета 1915 года Русская армия под натиском превосходящих австро-германских сил в ходе стратегического отступления оставила австрийскую Галицию, часть Прибалтики, русскую Польшу. Однако благодаря отступлению русские армии избежали окружения и разгрома. План германского командования по разгрому русской армии и выводу России из войны провалился.
Большое отступление стало тяжёлым моральным потрясением для солдат и офицеров русской армии. Генерал Антон Деникин позже писал:
Весна 1915 г. останется у меня навсегда в памяти. Великая трагедия русской армии — отступление из Галиции. Ни патронов, ни снарядов. Изо дня в день кровавые бои, изо дня в день тяжкие переходы, бесконечная усталость — физическая и моральная; то робкие надежды, то беспросветная жуть…

### Виленская операция

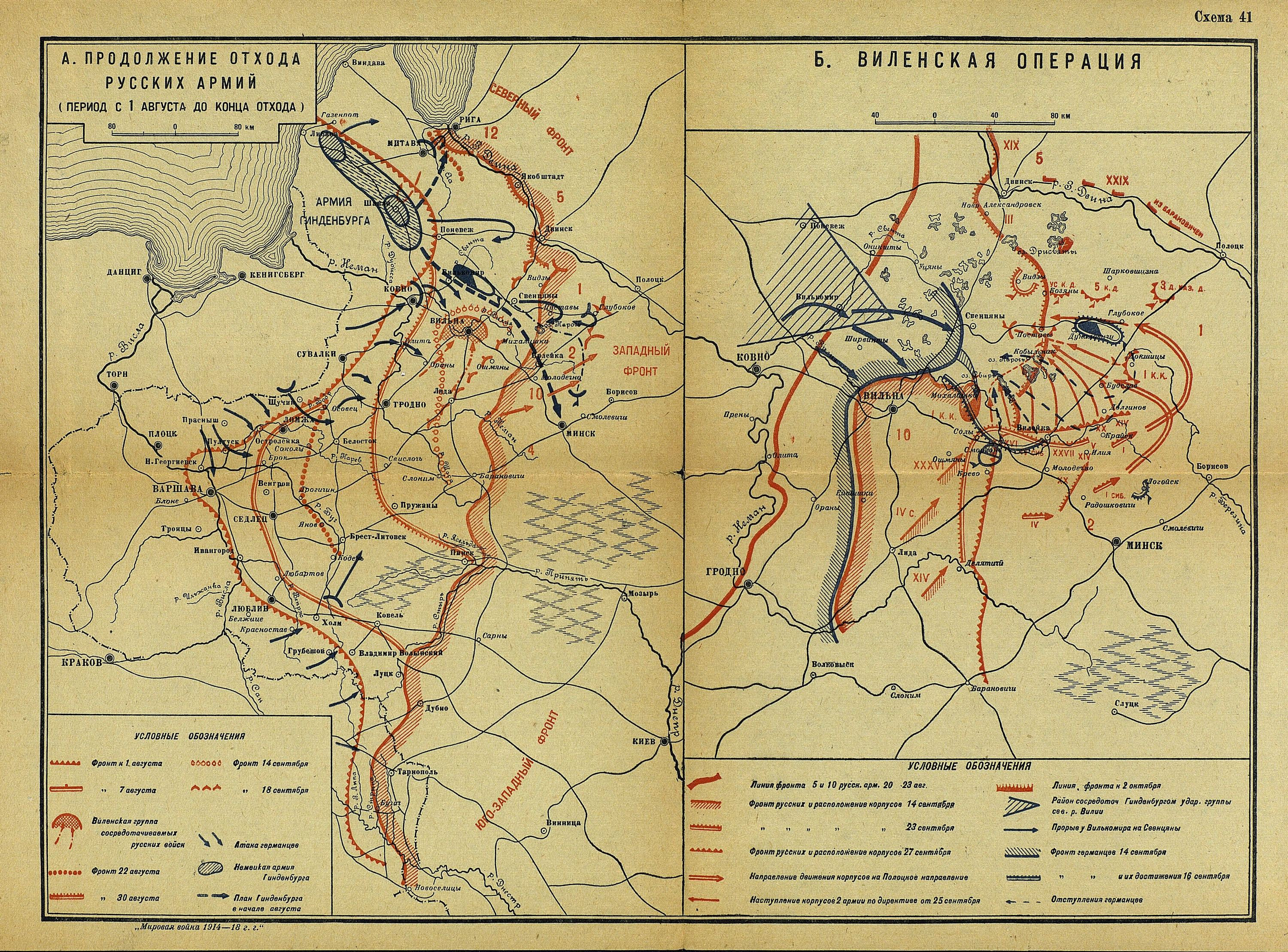
Отход русских армий и Виленская операция

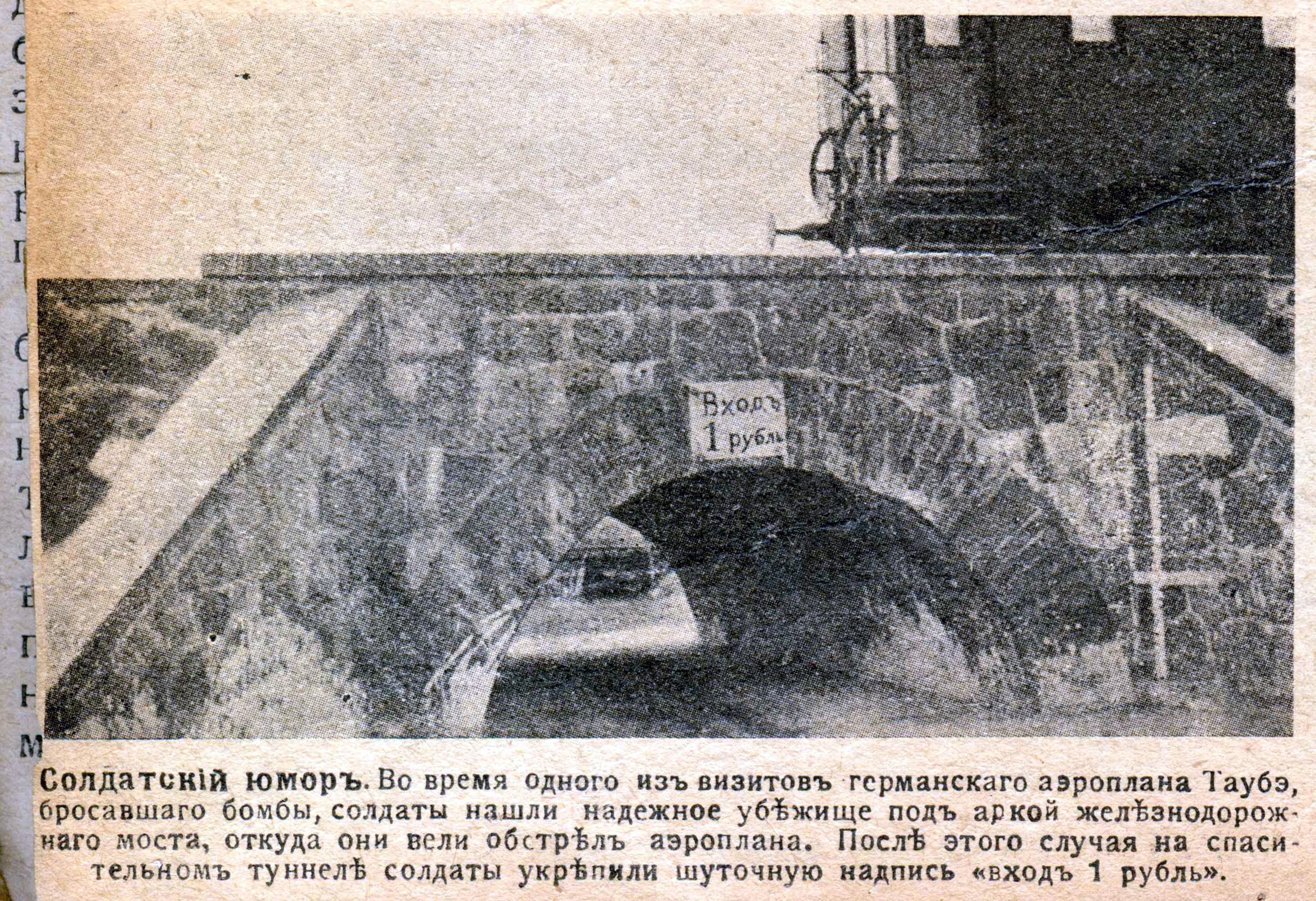
Русский солдатский юмор 1915 года: вход в укрытие от Таубе — 1 рубль

После того, как 22 августа германские войска взяли русскую крепость Ковно, 10-я германская армия продолжала наступать с целью обойти Вильно и окружить 10-ю русскую армию. Здесь завязались ожесточённые встречные бои, в которых русские войска сумели удержать свои позиции. Наступление немцев было остановлено.

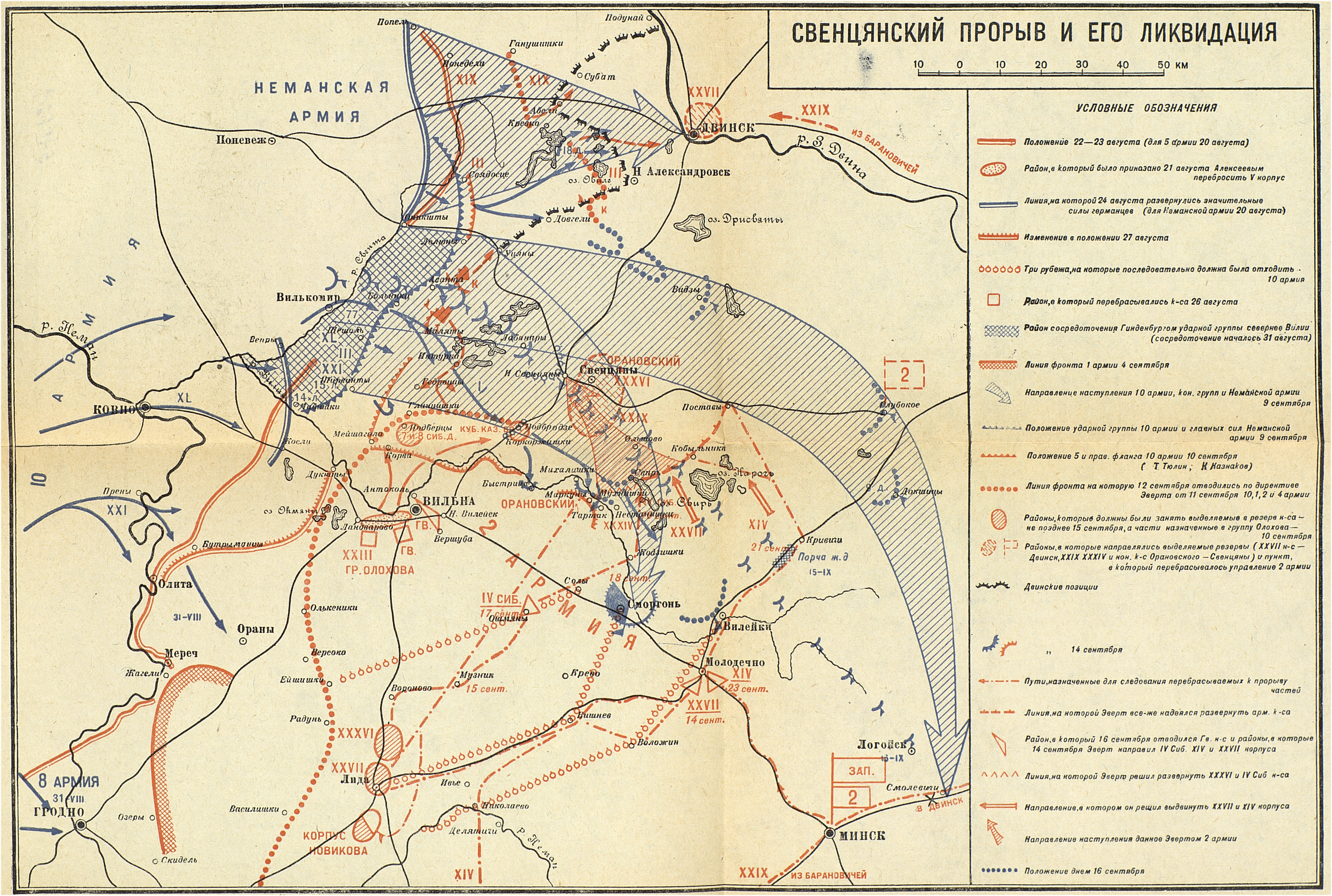
Свенцянский прорыв и его ликвидация

После этого германцы, изменив план, 8 сентября начали наступление в стык между 10-й и 5-й русскими армиями. 9 сентября германцам удалось прорвать русскую оборону севернее Вилькомира. Этот прорыв получил название Свенцянский. В прорыв германское командование бросило значительные кавалерийские соединения. Германская кавалерийская группа (4 кавалерийские дивизии) устремилась по русским тылам. 14 сентября германские войска заняли Вилейку и подошли к Молодечно. Германские кавалеристы дошли до Минска и даже перерезали шоссе Смоленск — Минск. Однако к этому времени натиск германской конницы, лишённой поддержки пехоты и артиллерии, ослаб. 15—16 сентября русские войска нанесли контрудар по германской коннице и отбросили её к озеру Нарочь. К 19 сентября (2 октября) Свенцянский прорыв был ликвидирован, и фронт стабилизировался на линии озеро Дрисвяты — озеро Нарочь — Сморгонь — Пинск — Дубно — Тернополь.
Принятие императором Николаем II Верховного командования и его деятельность на этом посту способствовали ликвидации кризиса.

### Операция на Стрыпе
27 декабря 1915 года 7-я армия Юго-Западного фронта под командование генерала Д. Щербачёва начала наступление в районе реки Стрыпа. Эта операция была попыткой помочь Сербии, которая в этот момент вела неравную борьбу с объединёнными силами Германии, Австро-Венгрии и Болгарии. Наступление продолжалось около трёх недель, пока не было окончательно остановлено 26 января 1916 года. Результатом наступления стал лишь незначительный выигрыш пространства, прорвать фронт не удалось.

### Итоги кампании 1915 года
Кампания 1915 года была тяжёлой для русской армии. Общие её потери убитыми, ранеными и взятыми в плен составили по данным Н. Н. Головина до 3,3 млн человек, по данным историка А. В. Олейникова — около 3 миллионов человек. Русская армия оставила обширные территории: Галицию, Буковину, Польшу, часть Прибалтики, Беларуси.
Однако выполнить главную задачу разгрома русской армии и вывода России из войны австро-германцам не удалось. Российская армия, хотя и понесла тяжёлые потери, избежала окружения и сохранила боеспособность. Германское командование, в свою очередь, посчитало, что русская армия понесла большие потери и уже не способна на активные действия. Уже осенью германское командование начинает переброску войск с Востока на Запад, планируя нанести решающий удар по Франции и завершить войну. На Восточном фронте установилось позиционное затишье. На захваченной российской территории была создана германская оккупационная администрация. На начало года численность немецких войск на Востоке составляла около 607 тысяч человек, максимальная их численность в 1915 году составляла 1 225 747 человек.
Однако и потери армий противников России были велики. По официальным германским данным потери немецких войск в 1915 году на Восточном фронте составили: 92 131 человек убитыми, 55 634 пропавшими без вести, 515 525 ранеными и 1 220 440 человек заболевшими; потери австро-венгерских войск в 1915 году на Восточном фронте составили: 146 330 человек убитыми, 568 340 пропавшими без вести, 509 790 ранеными и 553 100 человек заболевшими.
По подсчетам историка А. В. Олейникова, в кампанию 1915 года на Восточном фронте Германия потеряла около 1 млн человек (на Западном фронте за тот же год — 721 т.ч.), Австро-Венгрия — 1 252 т. ч., Турция — до 100 т. ч.

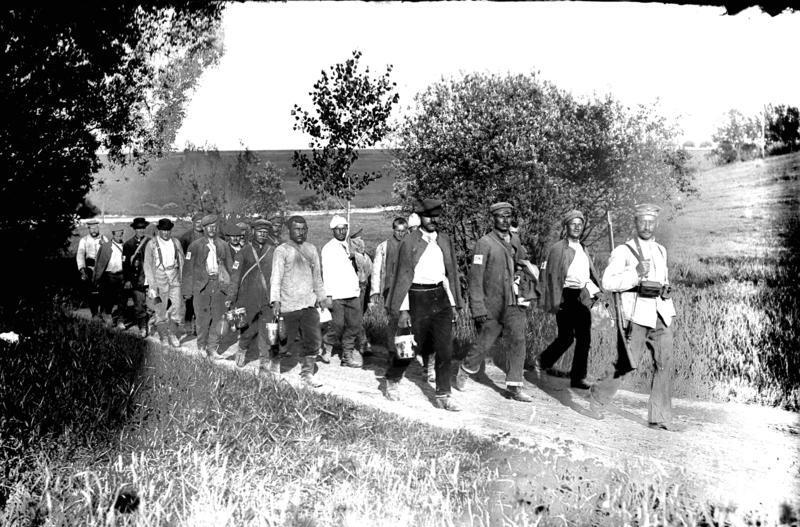
Русские военнопленные на полевых работах. Июль 1915
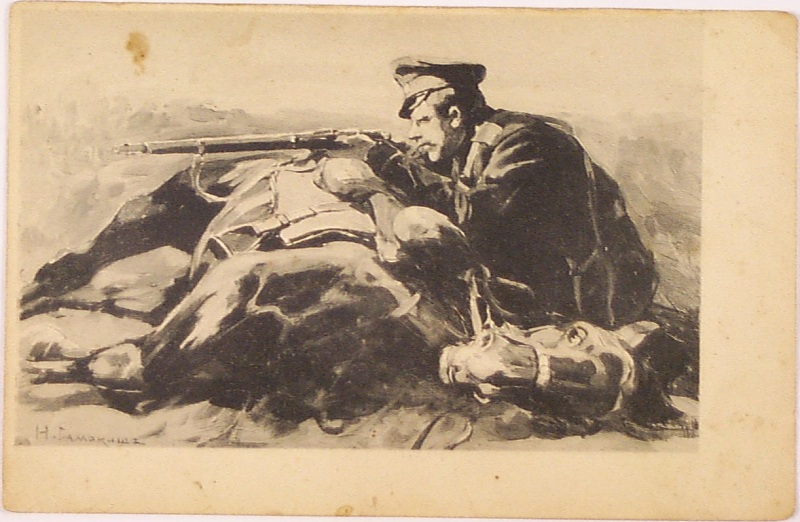
Николай Самокиш. «Убитый конь»
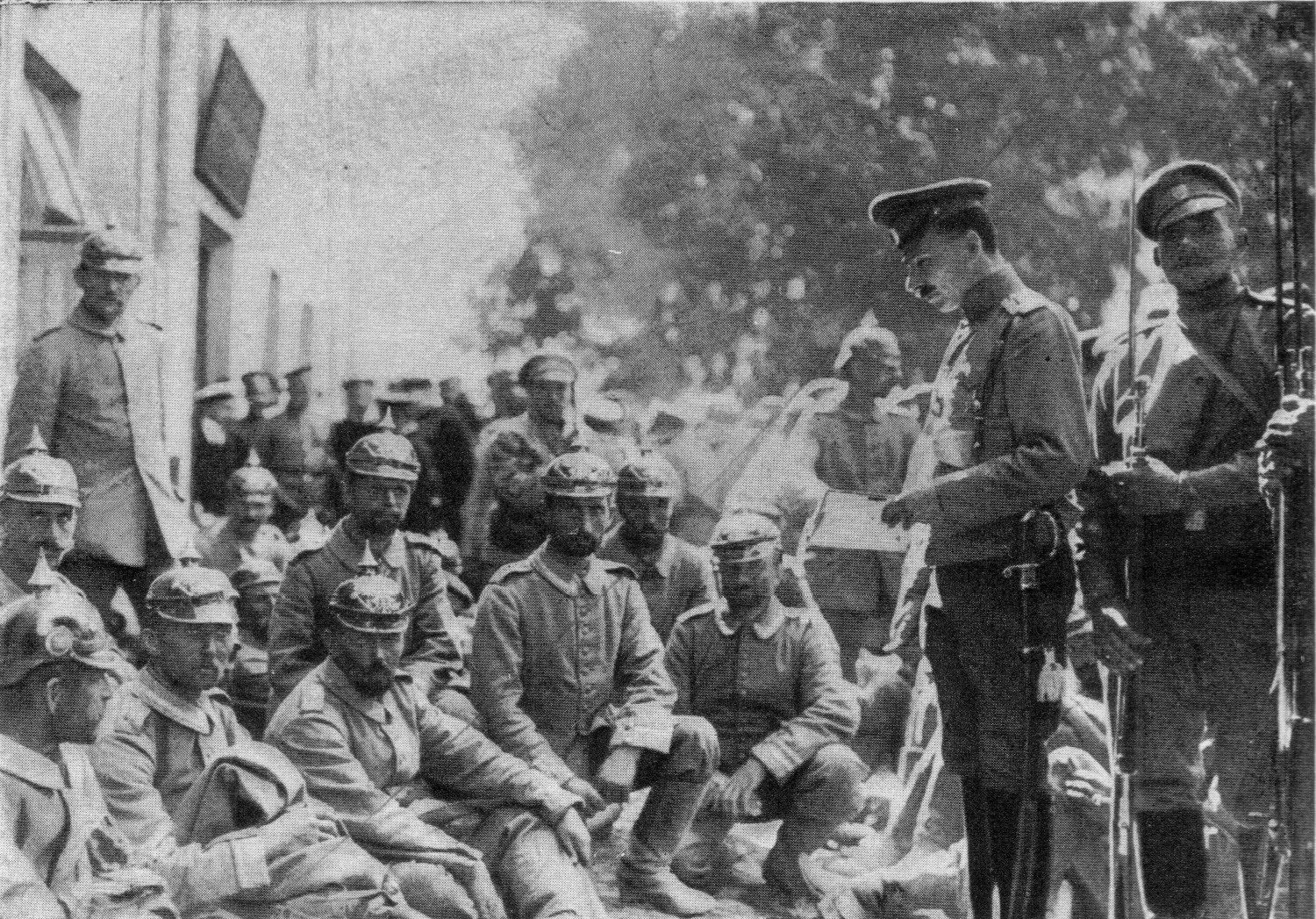
Перепись германских пленных.
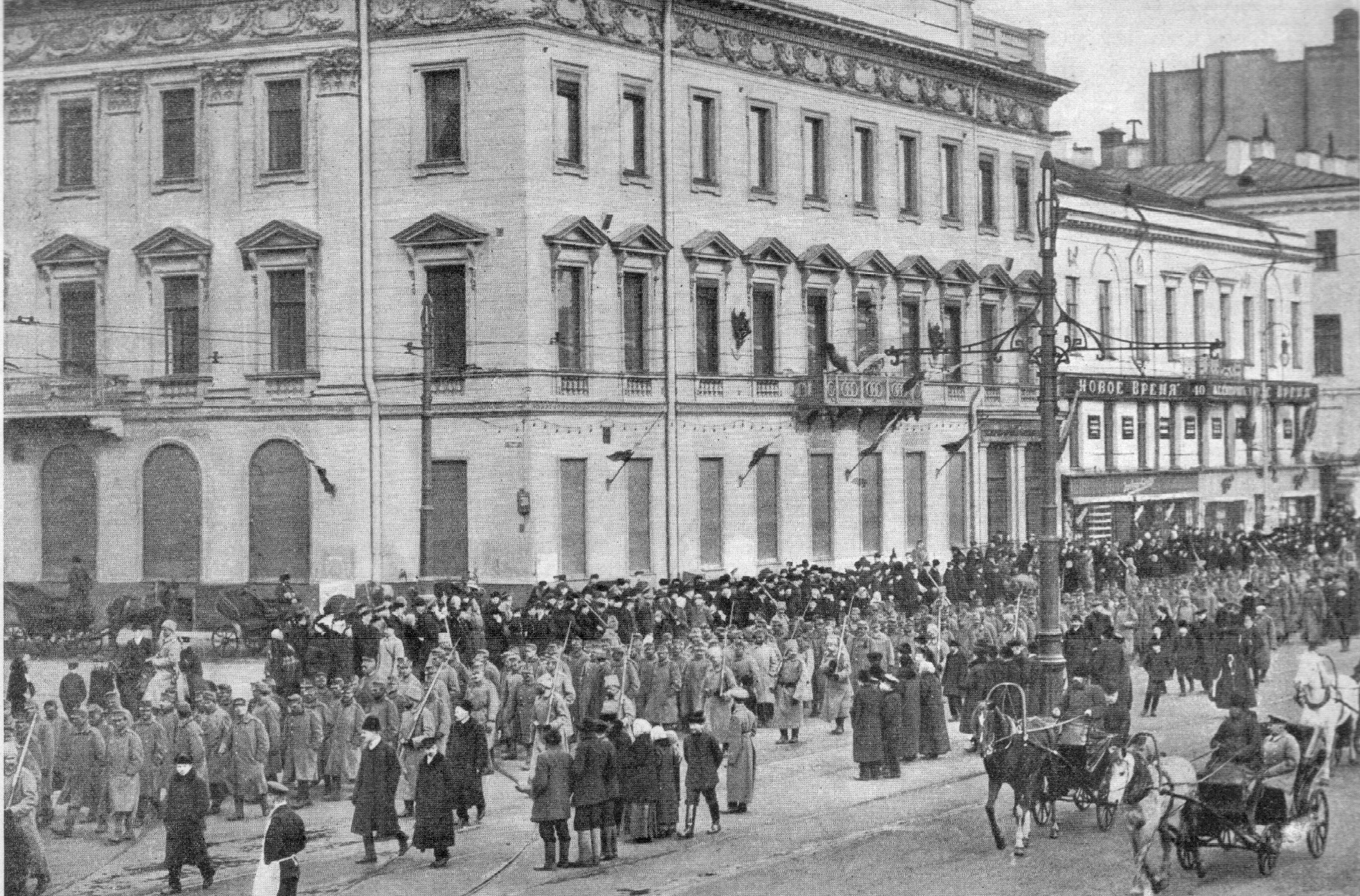
Следование по Невскому проспекту пленных австрийской армии, захваченных при взятии Перемышля. Петроград, 23 марта 1915.

## Кампания 1916 года
Не добившись решительного успеха на Восточном фронте, германский Генеральный штаб принял решение перенести основной удар на Западный фронт, для окончательного разгрома Франции. Австрийцы попытались вывести из войны Италию. Против России Центральные державы активных действий в 1916 году не планировали. В свою очередь, союзники по Антанте готовили скоординированное наступление и на Западе и на Востоке. Русская армия оправлялась от последствий отступления 1915 года, а страна переводила промышленность на военные «рельсы».

### Нарочская операция
После начала германского наступления на Западе главнокомандующий французской армии Жоффр обратился к русскому командованию с просьбой провести наступление в марте с целью оттянуть часть германских сил на себя. Русское командование пошло навстречу союзнику и приняло решение провести наступательную операцию в Беларуси против немецких войск в марте. 24 февраля командующему западным русским фронтом генералу Эверту была поставлена задача нанести сильный удар по германским войскам, силами 1-й, 2-й и 10-й армиями.
16 марта генерал Алексеев отдал приказ о переходе в наступление русских армий у озера Нарочь в Беларуси. Здесь оборону занимала 10-я германская армия. После продолжительной артиллерийской подготовки русские войска перешли в наступление. Южнее озера Нарочь 2-я русская армия вклинилась в оборону 10-й армии на 2—9 км. Развернулись ожесточённые бои. Германские войска с трудом сдерживали многочисленные атаки русских войск.
Германское командование, понимая опасность сложившейся у Нарочи ситуации, приняло решение стягивать резервы к опасному участку. Германскому командованию было также известно, что в мае союзные войска начнут всеобщее наступление на трёх фронтах: Западном, Восточном и Итальянском. Однако германцы ошибочно приняли наступление русских у Нарочи за генеральное наступление. Германцы были вынуждены прекратить атаки на французскую крепость Верден и перебросить в район Нарочи 4 дивизии с Запада. Это в конечном итоге помогло немцам удержать позиции, и русские войска не смогли прорвать оборону.
По сути эта операция была отвлекающей, летом немецкое командование ожидало основной удар на своём фронте, а русское провело т. н. Брусиловский прорыв на австрийском фронте, что принесло колоссальный успех, и поставило Австро-Венгрию на грань военного поражения.

### Барановичская операция
С 20 июня (3 июля) по 12 (25) июля 1916 года войска русского Западного фронта под командованием генерала от инфантерии А. Е. Эверта пытались прорвать германскую оборону на участке Новогрудок—Барановичи. Однако удалось овладеть только первой укрепленной линией на отдельных участках наступления. Мощной контратакой германские части смогли частично восстановить первоначальное положение. Потери русской армии составили 80 000 человек против 13 000 человек потерь противника, из которых 4 000 — пленные.

### Брусиловский прорыв

#### Луцкий прорыв

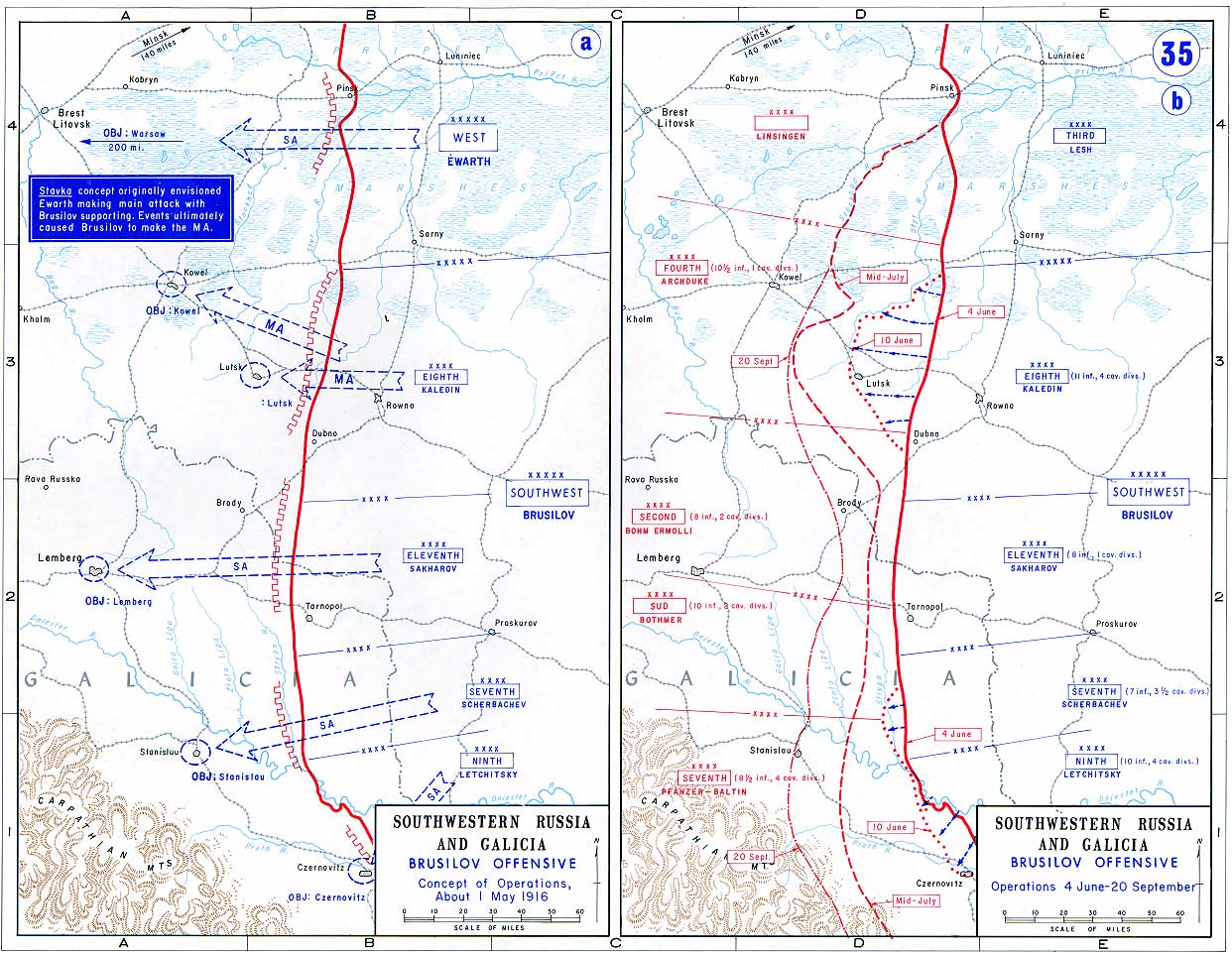
Восточный фронт. 1916 год

Страны Антанты запланировали на лето 1916 года общее наступление на трёх основных театрах боевых действий против австро-германских войск. В рамках этого плана английские войска проводили операции у Соммы, французские войска сражались в районе Вердена, итальянская армия готовила новое наступление в районе Изонцо. Русские войска должны были перейти в решительное наступление на всем протяжении фронта. В наступлении русское командование планировало задействовать все три фронта (Северный, Западный и Юго-западный).
Основной удар наносился силами Западного фронта (командующий — генерал А. Е. Эверт) из района Молодечно на Вильно. Эверту передавалась большая часть резервов и тяжёлой артиллерии. Северный фронт (генерал А. Н. Куропаткин) наносил вспомогательный удар от Двинска — тоже на Вильно. Юго-Западному фронту (генерал А. А. Брусилов) предписывалось наступать на Луцк-Ковель, во фланг германской группировки, навстречу главному удару Западного фронта. Для увеличения перевеса в силах в апреле-мае производилось доукомплектование русских частей до штатной численности.

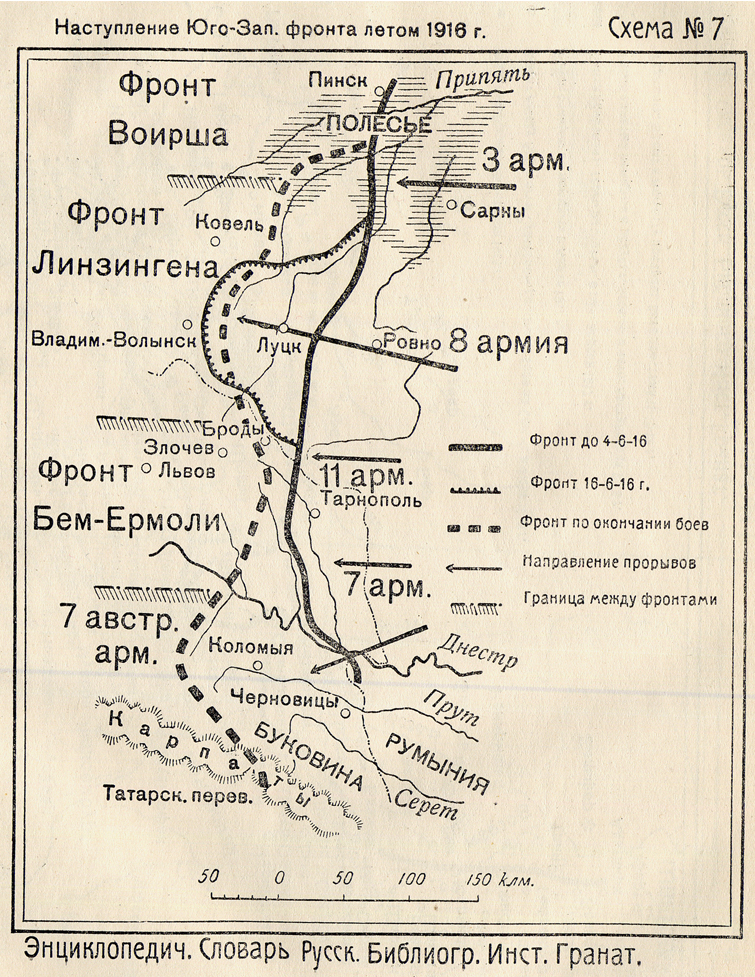
Брусиловский прорыв

Опасаясь, что австро-германские войска перейдут в наступление раньше, с целью упредить удары русских войск, Ставка приказала войскам быть готовыми к наступлению раньше намеченных сроков. Однако австро-германцы не планировали никаких активных действий против русских войск.
15 мая 1916 года австрийская армия начала крупное наступление против итальянской армии в Трентино. Итальянская армия, понеся тяжёлые потери, отступала. В связи с этим Италия обратилась к России с просьбой помочь наступлением армий Юго-западного фронта, чтоб оттянуть австро-венгерские части с итальянского фронта. Пойдя на встречу союзнику, русское командование перенесло сроки начала наступления. 31 мая должен был перейти в наступление Юго-западный фронт против австро-венгерской армии, однако главный удар по-прежнему наносили войска западного фронта против германцев.
При подготовке операции командующий Юго-западным фронтом генерал Брусилов решил произвести по одному прорыву на фронте каждой из четырёх своих армий. Из-за этого противник лишался возможности своевременно перебросить резервы на направление главного удара. Главный удар на Луцк и Ковель наносила 8-я армия генерала Каледина, вспомогательные удары наносили 7-я, 9-я и 11-я армии. Против этих армий находились 4 австро-венгерские и 1 германская армии. Русским удалось создать преимущество над противником в несколько раз в живой силе и технике. Наступлению предшествовали тщательная разведка, обучение войск, оборудование инженерных плацдармов, приблизивших русские позиции к австрийским.
3 июня 1916 года началась мощная артиллерийская подготовка, которая привела к сильному разрушению первой полосы обороны. 5 июня части 7-й, 8-й, 9-й и 11-й русских армий (всего 594 000 человек и 1938 орудий) перешли в наступление против австро-венгерских войск (всего 486 000 человек и 1846 орудий). Русским войскам удалось прорвать фронт в 13 местах. 7 июня части 8-й армии заняли Луцк, а к 15 июня 4-я австро-венгерская армия уже фактически была разбита. Русские захватили 45 000 пленных, 66 орудий и другие трофеи. Прорыв на участке 8-й армии достиг 80 км по фронту и 65 в глубину. 11-я и 7-я армии прорвали фронт, но из-за контрударов не смогли развить наступление. 9-я армия также прорвала фронт, нанеся поражения 7-й австрийской армии, захватив почти 50 000 пленных. 15 июня части 9-й армии штурмом взяли укреплённую австрийскую крепость Черновицы. 9-я армия, преследуя отступающего противника, заняла большую часть Буковины.

#### Наступление на Ковель
Угроза взятия русскими войсками Ковеля (важнейший центр коммуникаций) заставила австро-германское командование спешно перебрасывать на это направление дополнительные силы. С Западного фронта прибыли 2 германские дивизии, а с итальянского — 2 австро-венгерские. 16 июня австро-германцы нанесли контрудар по 8-й армии Каледина, однако потерпели поражение и были отброшены за реку Стырь.

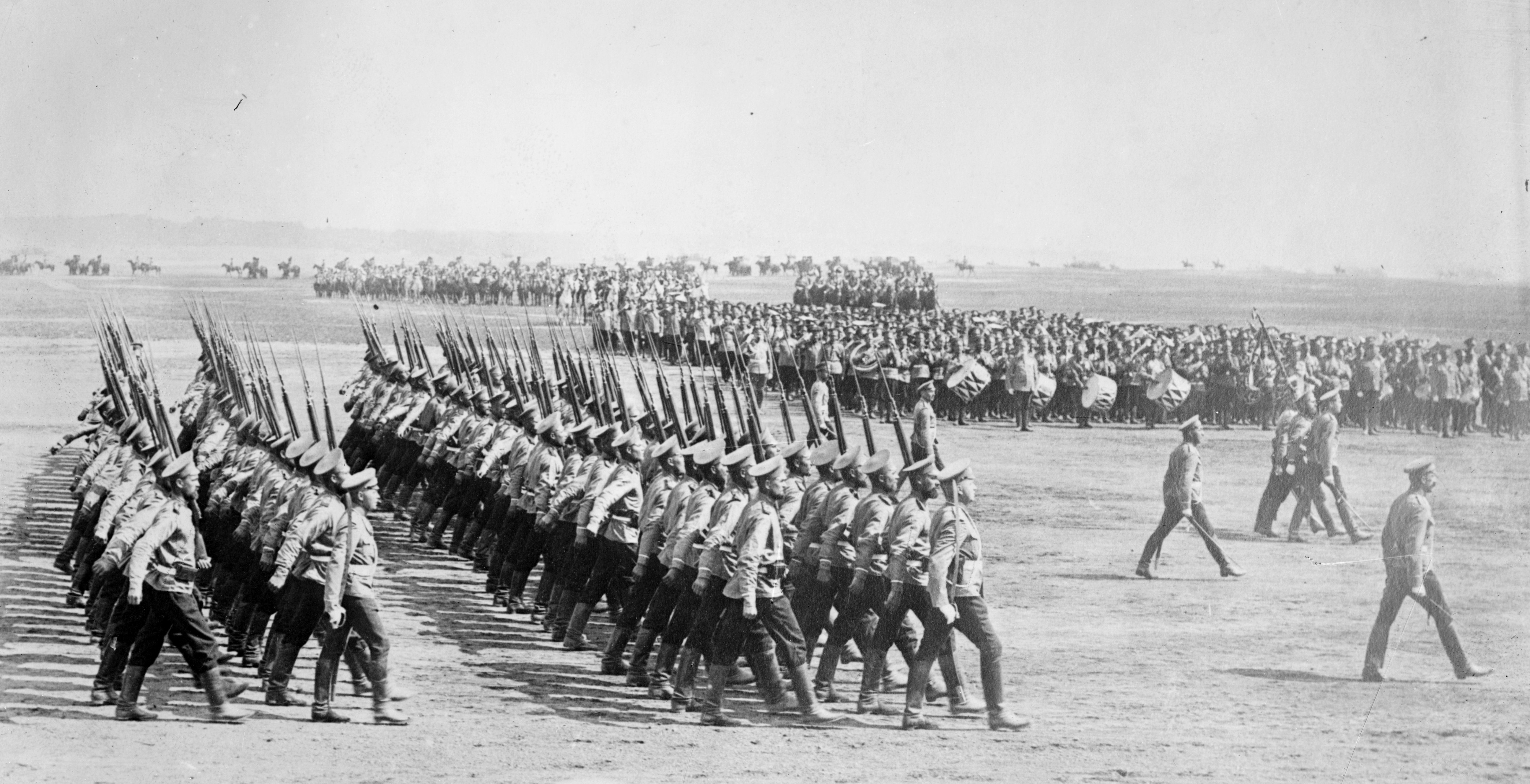
Русская пехота

В это время русский Западный фронт генерала Эверта откладывал начало наступления. Только 15 июня части русского Западного фронта перешли в наступление ограниченными силами, однако, потерпев неудачу, вернулись на исходные позиции. Генерал Эверт приступил к новой перегруппировке сил, из-за чего наступление русских войск в Беларуси было перенесено уже на начало июля.
Применяясь к изменяющимся срокам наступления Западного фронта, Брусилов давал 8-й армии все новые директивы — то наступательного, то оборонительного характера, развивать удар то на Ковель, то на Львов. Наконец, Ставка определилась с направлением главного удара Юго-западного фронта и поставила ему задачу: направление главного удара на Львов не менять, а по-прежнему наступать на северо-запад, на Ковель, навстречу войскам Эверта, нацеленными на Барановичи и Брест.
24 июня англо-французские союзники начали на Сомме свою операцию по прорыву германского фронта. 3 июля перешёл в наступление русский Западный фронт, 4 июля возобновил наступление Юго-западный фронт, имея задачу захватить Ковель. Войска Брусилова сумели прорвать немецкий фронт, занять ряд населённых пунктов и выйти к реке Стоход. В отдельных местах русским войскам удалось форсировать реку, однако преодолеть эту преграду русские войска не сумели. Подтянув значительные силы, австро-германцы создали здесь сильный оборонительный рубеж. Брусилов был вынужден остановить наступление и перегруппировать силы. Наступление Северного и Западного русских фронтов закончилось неудачей. Русские атаки были отбиты с большими потерями, это позволило германскому командованию перебрасывать все резервы в Галицию, против Брусилова.
В июле русское командование перебрасывает на Юго-западный фронт резервы и создаёт Особую армию генерала Безобразова. 3-я, 8-я и Особая армия получили приказ разгромить противника в районе Ковеля и занять город. 28 июля наступление возобновилось, русские части повели решительное наступление одержав ряд побед во встречных боях, однако и австро-германцам удалось нанести ряд чувствительных контратак. В ходе этих боёв русским войскам удалось захватить 17 000 пленных и 86 орудий. В результате этих боёв русские войска продвинулись на 10 км. Однако прорвать мощную оборону противника на реке Стоход и взять Ковель русским войскам не удалось.
В это же время 7-я и 11-я армия на львовском направлении прорвали оборону противника. Австро-германскому командованию приходилось перебрасывать в Галицию все имевшиеся резервы. Однако русские войска продолжали наступление, 11-я армия заняла Броды, и вышла на подступы к Львову. 7-й армии удалось взять Галич, а 9-я армия, действовавшая в Буковине, также одержала ряд побед и взяла Станислав.

#### Итоги Брусиловского прорыва
К концу августа наступление русских армий прекратилось ввиду усилившегося сопротивления австро-германских войск, возросших потерь и утомления личного состава. Последствия Брусиловского прорыва превзошли ожидания командования Антанты. Русские войска нанесли сокрушительное поражение австро-германским войскам. Русским удалось продвинуться на 80—120 км. Армии Брусилова освободили Волынь, заняли Буковину и значительную часть Галиции. Австро-Венгрия и Германия потеряли более 1 500 000 человек убитыми, ранеными и пленными. Российские войска захватили 581 орудие, 1795 пулемётов, 448 бомбомётов и миномётов. Австро-венгерская армия понесла большие потери, однако сумела сохранить боеспособность. Для отражения русского наступления Центральные державы перебросили в Галицию 31 пехотную и 3 кавалерийские дивизии с Западного, Итальянского и Салоникского фронтов. Это заставило германское командование прекратить атаки на Верден, а австро-венгры прекратили наступление в Трентино. Под влиянием победы русских армий в Галиции в войну на стороне Антанты вступила Румыния. Русские войска потеряли около 500 000 убитыми, ранеными и пленными.
С точки зрения военного искусства наступление русских войск летом 1916 года ознаменовало собой появление новой формы прорыва фронта (одновременно на нескольких участках), выдвинутой Брусиловым, которая получила развитие в последние годы Первой мировой войны.

### Вступление в войну Румынии

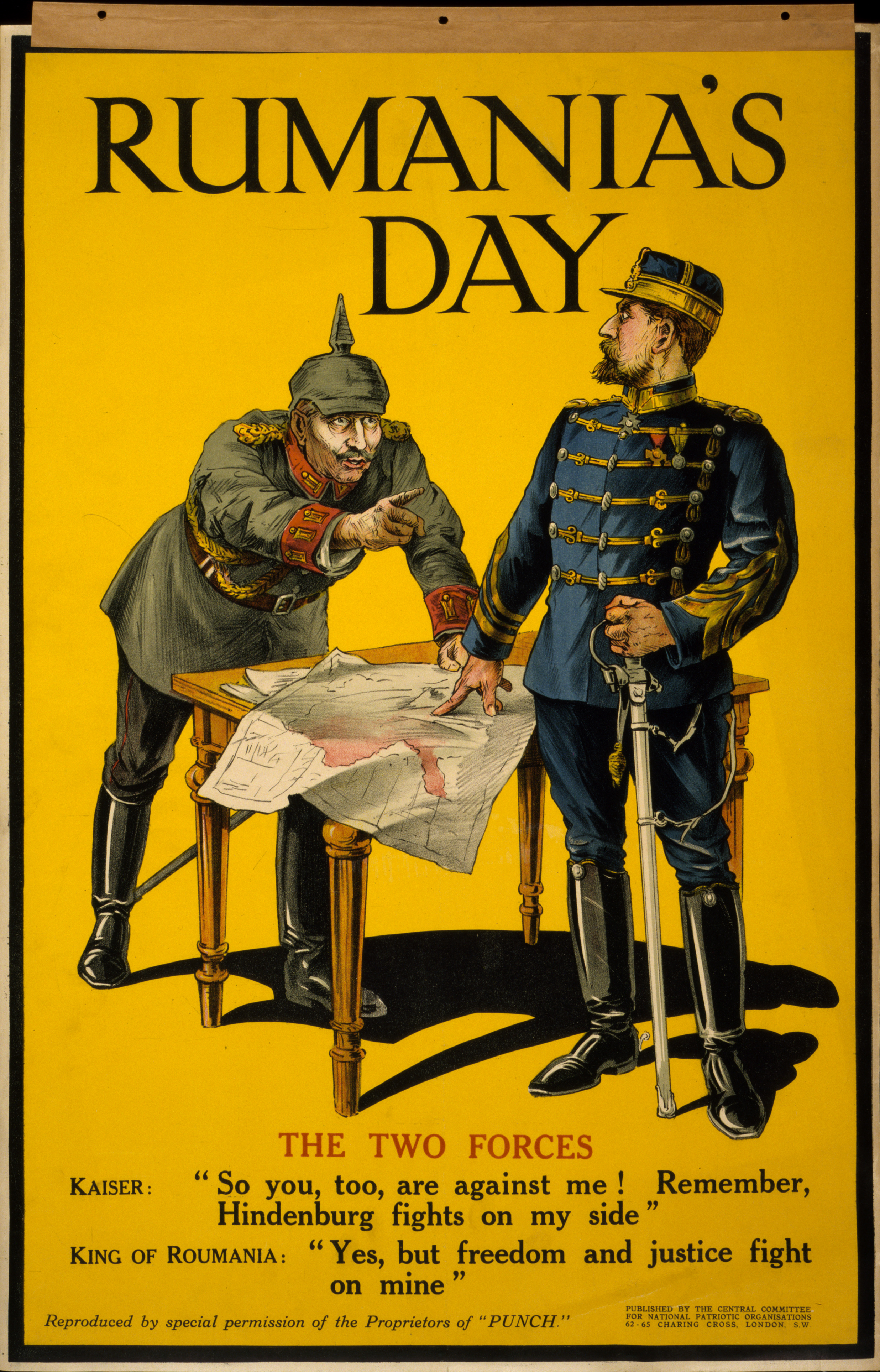
Кайзер: «Итак, вы тоже против меня! Помните, что Гинденбург на моей стороне»
Король Румынии: «Да, зато свобода и справедливость на моей»
Британский плакат.

Обе коалиции пытались втянуть в войну на своей стороне новые страны. В 1915 году на стороне Центральных держав выступила Болгария, на стороне Антанты Италия. Долгое время коалиции пытались втянуть в войну на своей стороне Румынию. Однако румынское правительство не торопилось и выжидало наиболее выгодных условий для вступления в мировую войну. Румыния склонялась на сторону Антанты, потому что была в состоянии конфликта с Австро-Венгрией, желая присоединить этнические румынские земли, входившие в состав Австро-Венгерской империи.
После Брусиловского прорыва, когда русская армия добилась крупного успеха, а австро-венгерская армия потерпела сокрушительное поражение, румынское правительство приняло окончательное решение вступить в войну на стороне Антанты. Страны Антанты заверили Румынию, что после войны Бухарест сможет присоединить не только земли, населённые румынами, но и другие территории, с сербским (Банат), украинским (Буковина) и венгерским (Трансильвания) населением.
27 августа Румыния объявила войну Австро-Венгрии и вступила в Первую мировую войну на стороне Антанты. В странах Антанты были очень довольны обретением нового союзника. Однако оптимистический настрой многих политических и военных деятелей относительно вступления в войну Румынии на фоне реального состояния румынской армии был ничем не оправдан. Армия была плохо подготовлена, отсутствовала служба тыла, не хватало вооружения, в особенности артиллерии. При этом в Румынии практически отсутствовала железнодорожная сеть. Румынская армия выставила 23 дивизии против Австро-Венгрии, намереваясь вторгнуться в Трансильванию.

### Румынская кампания

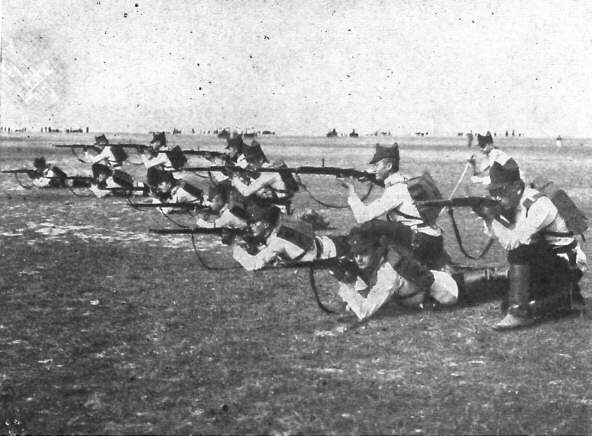
Учения румынской армии

В августе румынская армия (около 400 000 человек) вторглась на территорию Австро-Венгрии, в Трансильванию, и продвинулась на 80 км. Однако уже первый крупный город на пути румынской армии, Сибиу, высветил слабости румынских войск. Из-за проблем с тыловым обеспечением румынская армия прекратила своё наступление, чем воспользовалась 1-я австро-венгерская армия, брошенная против румынских войск. Стратегическая инициатива перешла к австрийским войскам, к которым присоединилась 9-я германская армия.
Австро-германские войска довольно быстро вытеснили румынские части из Трансильвании, в то время как австро-германо-болгарские войска под командованием генерала Макензена начали наступление против румынской армии и со стороны Болгарии. Также в Добрудже начала наступление 3-я болгарская армия. В помощь румынским войскам русское командование выделило 50 000 человек под командованием генерала Зайончковского. Румынское командование рассчитывало, что русские войска отразят болгарское вторжение в Добруджу и перейдут в контр-наступление. 15 сентября русско-румынские армии нанесли контрудар. Однако русско-румынское контрнаступление закончилось провалом. Русско-румынские войска были отброшены на 100 км на север, а к концу октября болгары сумели овладеть Констанцей. 23 октября войска Макензена форсировали Дунай, австро-германо-болгарские войска вели наступление на Бухарест на трёх направлениях.
29 ноября началось наступление на Бухарест. Румыны, собрав последние резервы, попытались нанести контрудар, однако не смогли добиться каких-либо результатов. 7 декабря войска Макензена вошли в Бухарест. Румынские войска отступили на север страны, потеряв при этом ещё 8 дивизий. Перед лицом тотальной катастрофы русское командование направило подкрепления, чтобы помешать наступлению Макензена на юг России.
В декабре 1916 года в русской армии был создан Румынский фронт. В него вошли остатки румынских войск, а также русские армии: Дунайская, 6-я, 4-я и 9-я.

Таким образом румынская армия была разбита, территория страны оккупирована, а русской армии пришлось выделять дополнительные средства для того, чтобы закрыть участок нового образовавшегося Румынского фронта. Пришедшие на помощь румынской армии русские войска остановили в декабре 1916 — январе 1917 австро-германские войска на реке Сирет. Фронт стабилизировался. Вступление Румынии в войну не улучшило ситуацию для Антанты.

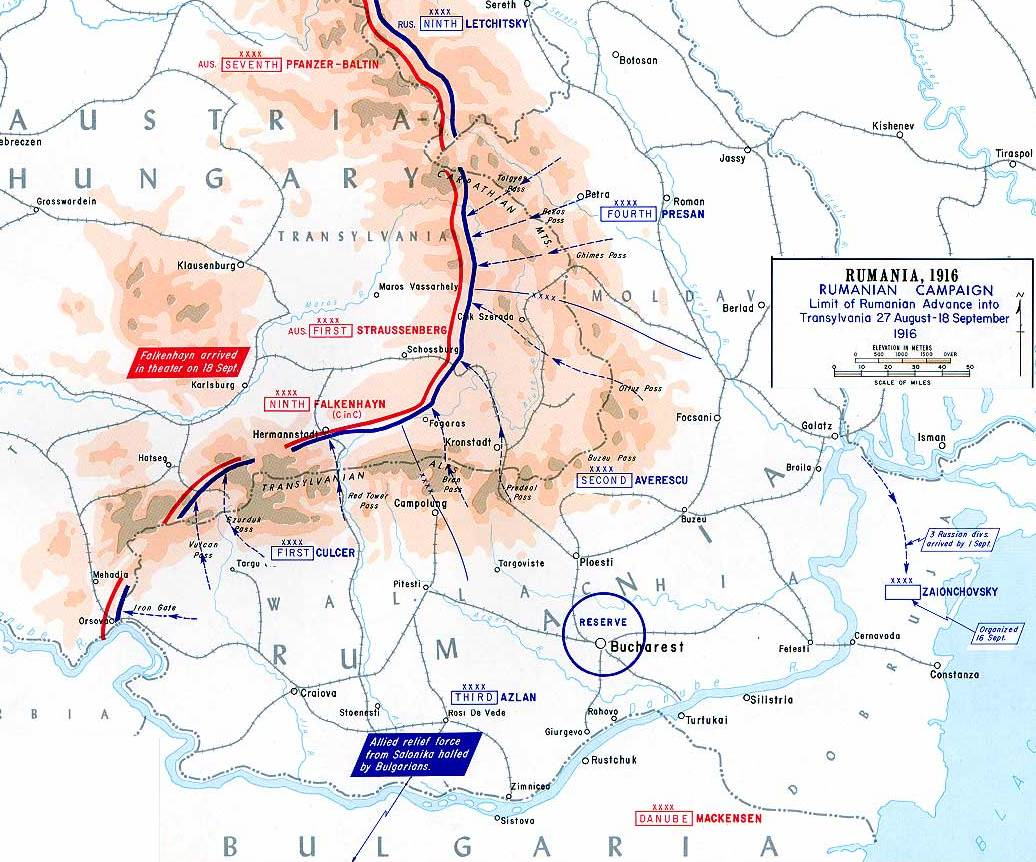
Начало кампании
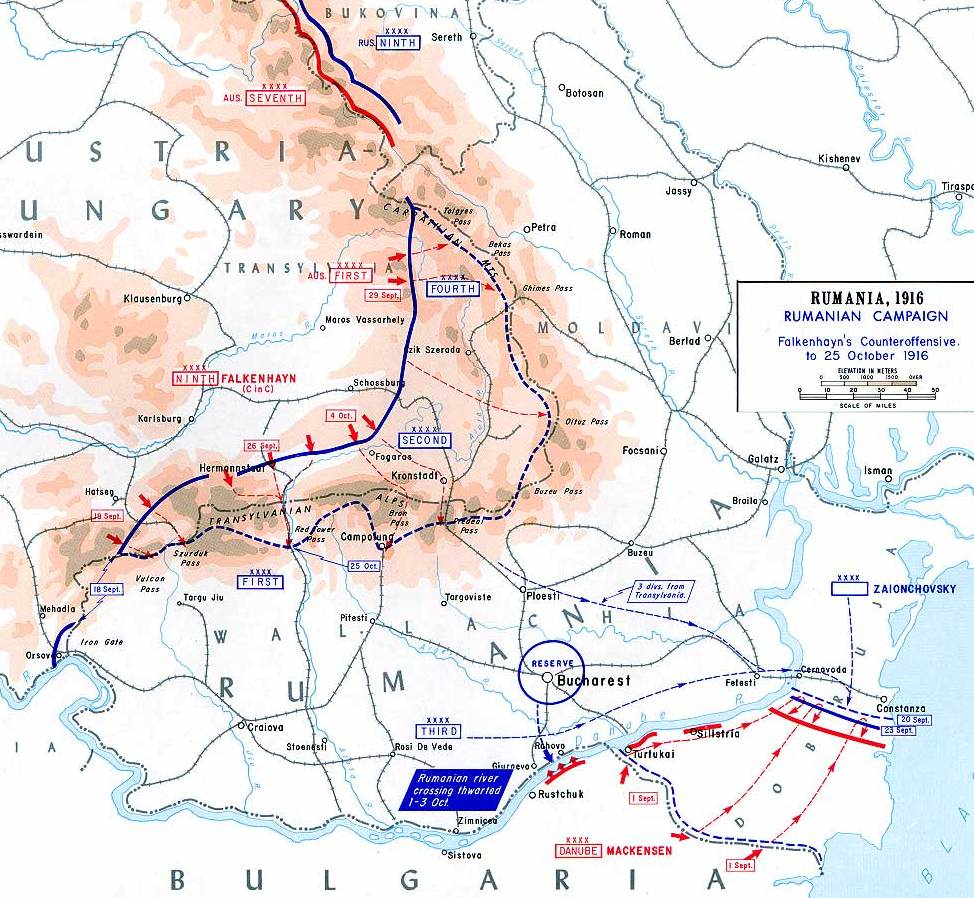
Австро-германское контрнаступление

### Митавская операция
В районе города Митава (Елгава) осуществлялось наступление силами 12-й армии Северного фронта в период c 23 декабря 1916 года (5 января 1917 года) по 29 декабря 1916 года (11 января 1917 года). За 7 суток боёв 12-я армия продвинулась на 2-5 км, но затем операция была приостановлена. Основными причинами остановки наступления была непродуманность мер по развитию тактического успеха в оперативный.

### Итоги кампании 1916 года
Кампания 1916 года стала для русской армии успешной. В ходе летнего наступления русская армия нанесла тяжёлое поражение австро-германским войскам.

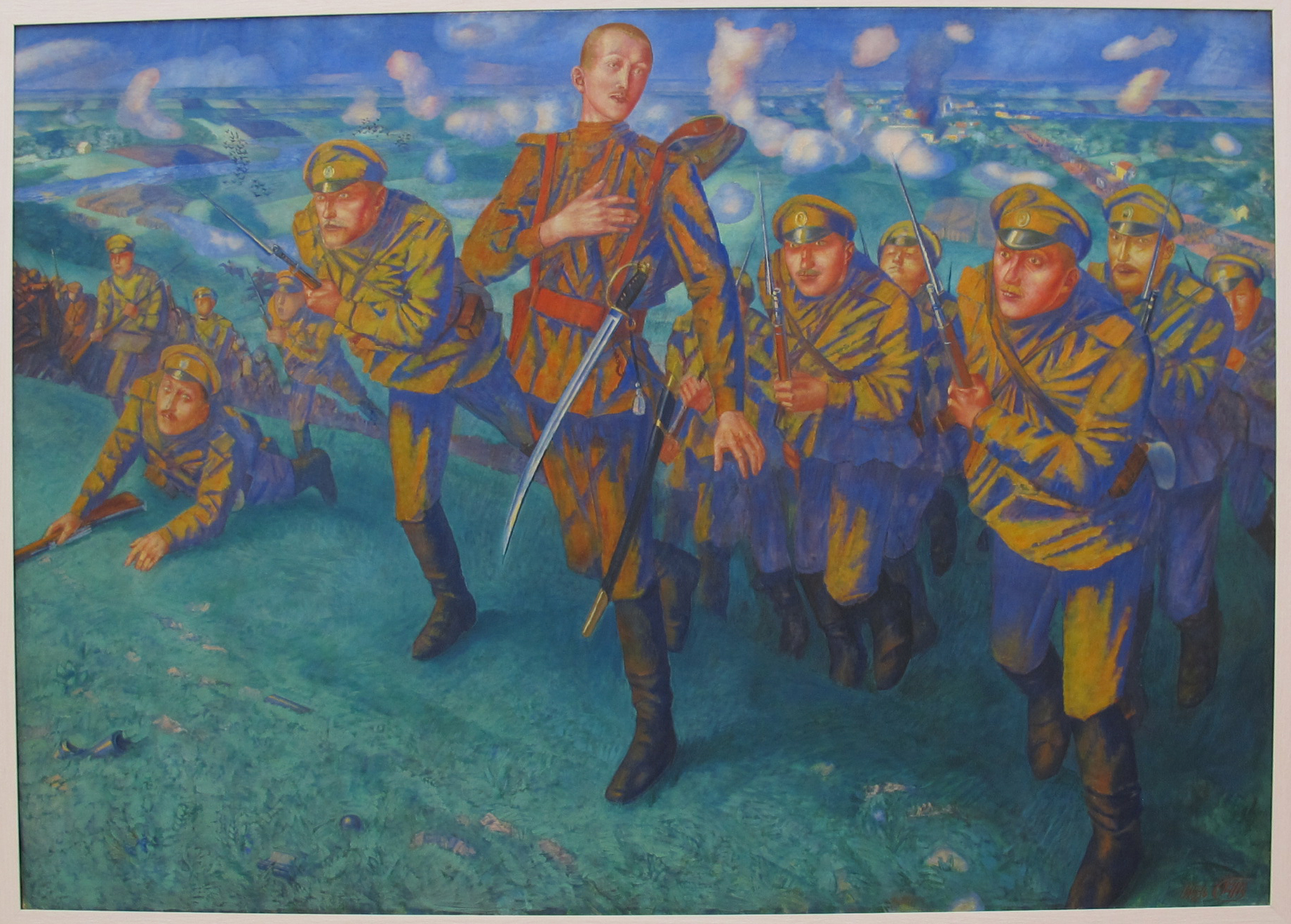
Картина К. Петрова-Водкина На линии огня, 1916 год

Германская империя не смогла выполнить свой стратегический план разгрома Франции во многом благодаря русской армии. Также в войну на Восточном фронте вступила Румыния, однако её армия оказалась разбита, бо́льшая часть территории оккупирована, и русскому командованию срочно пришлось формировать новый Румынский фронт для защиты своих южных рубежей. Пришедшие на помощь румынской армии русские войска остановили в декабре 1916 — январе 1917 австро-германские войска на реке Сирет.
На Кавказском фронте Русские войска продвинулись в глубь Османской империи, овладев важнейшими и крупнейшими городами — Ваном, Эрзерумом, Трапезундом, Мушем и Эрзинджаном.
В рамках Персидской кампании 1-й Кавказский кавалерийский корпус (бывш. Экспедиционный кавалерийский корпус) генерал-лейтенанта Н. Н. Баратова к концу года вышел на линию Сулеймание — Керинд, заняв следующие крупные города: Хой, Тавриз, Дильман, Казвин, Хамадан, Исфаган, Ханекин, Керманшах и Кум.
Россия ускоренными темпами восстанавливала свой военный потенциал и готовилась к проведению весенне-летней кампании 1917 года
В ходе кампании 1916 года в войне произошёл коренной перелом в пользу стран Антанты, инициатива полностью перешла в их руки. Поражение Германии и её союзников, понёсших огромные невосполнимые потери, стало лишь делом времени.
По официальным германским данным потери немецких войск в 1916 году на Восточном фронте составили: 40 694 человек убитыми, 44 152 пропавшими без вести, 298 629 ранеными и 1 290 225 человек заболевшими; потери австро-венгерских войск в 1916 году на Восточном фронте составили: 52 043 человек убитыми, 383 658 пропавшими без вести, 243 655 ранеными и 405 220 человек заболевшими.
В целом на русском фронте силы Центральных держав за 1916 год потеряли свыше 1,2 млн солдат и офицеров.

## Кампания 1917 года

### Февральская революция

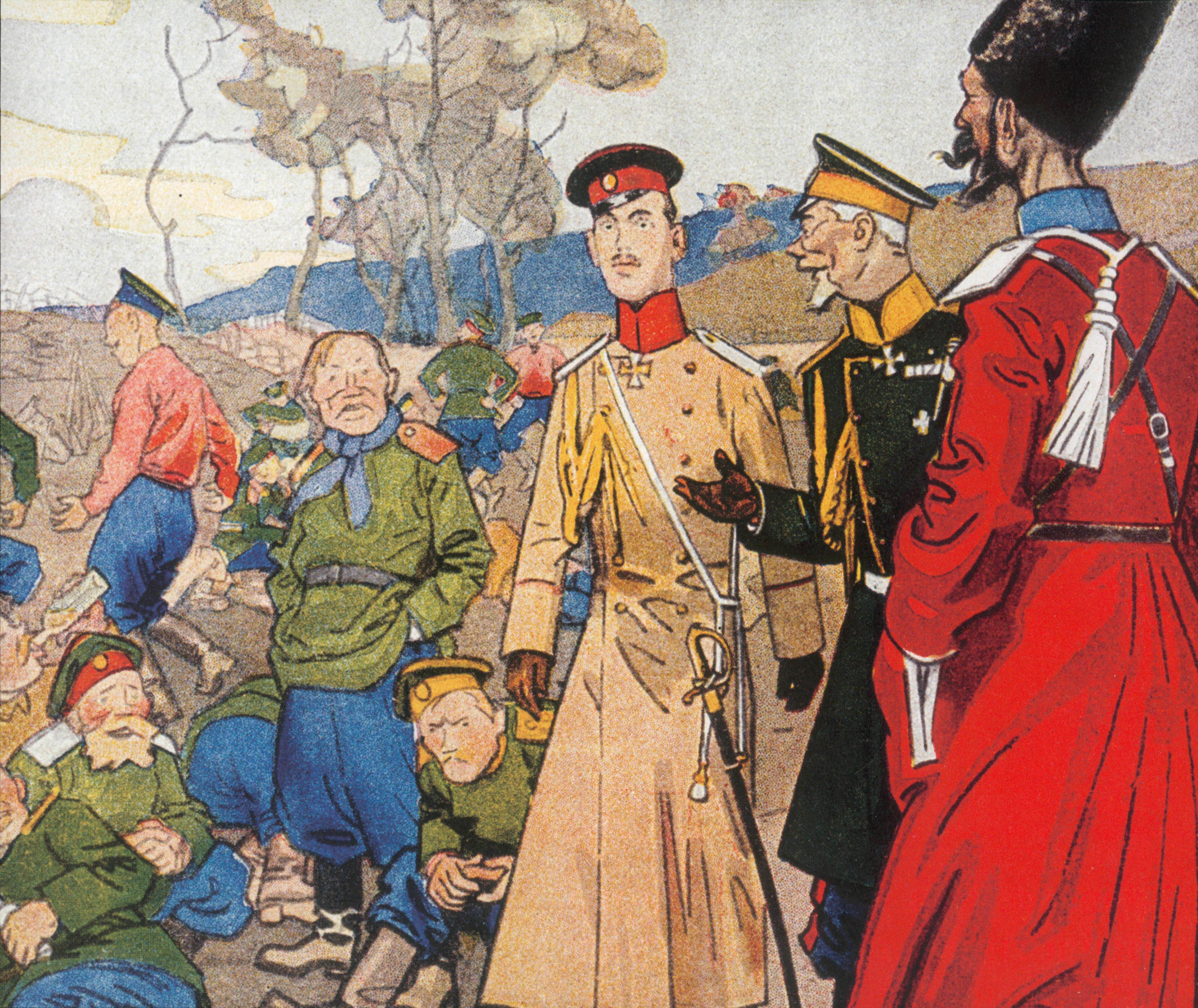
Немецкая карикатура на Михаила Александровича и разложение русской армии. 1917 год

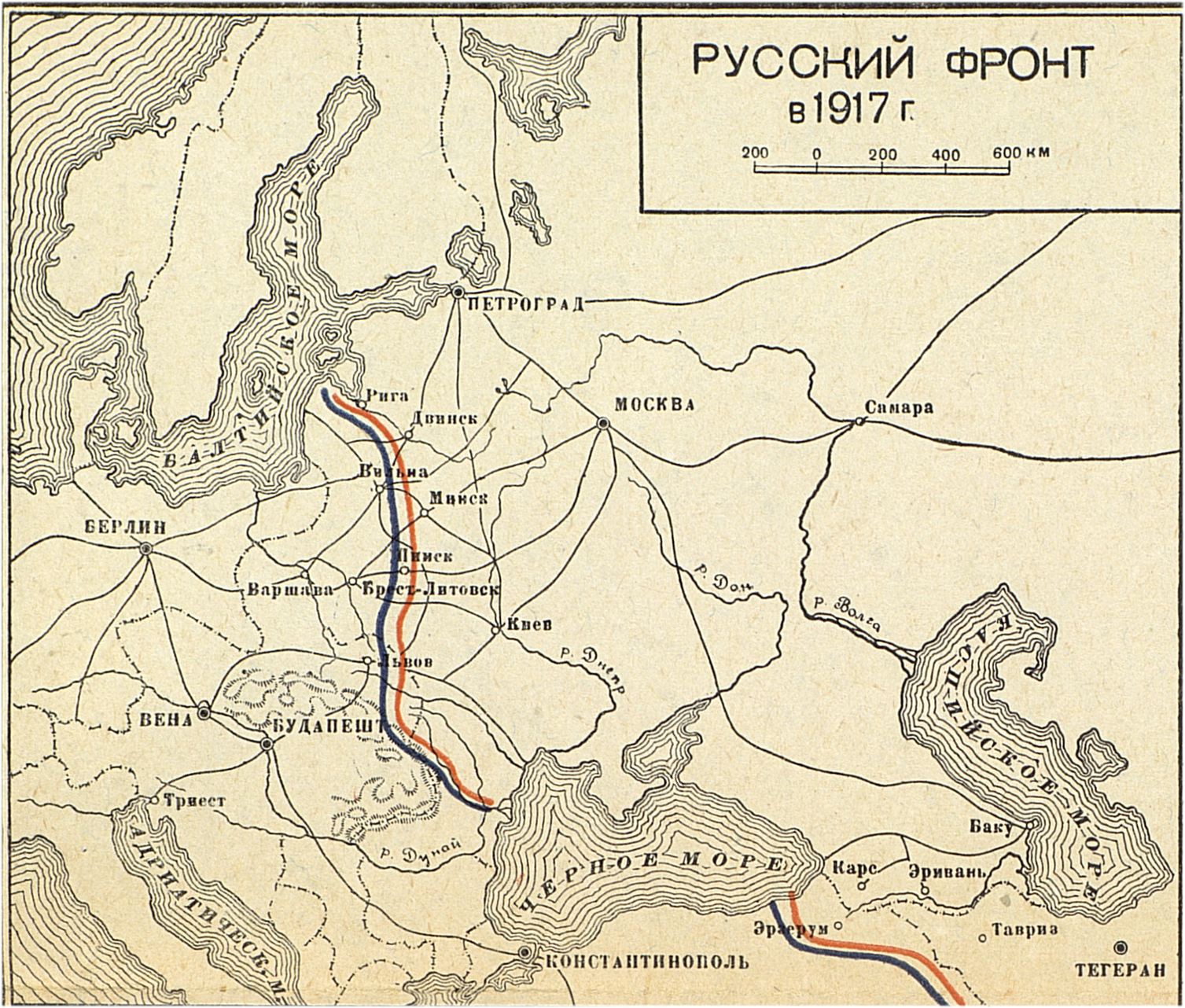
Русский фронт в 1917 году

Планируя кампанию 1917 года русское Верховное Главнокомандование исходило из невозможности победоносного окончания мировой войны в 1917 году, в связи с чем главную задачу союзных армий видело в удержании инициативы и во всемерном ослаблении армий Четверного союза, а свою собственную — в сковывании противостоящих ему сил и в недопущении их переброски против союзников. Летом 1917 года оно планировало нанести главные удары силами Юго-Западного фронта на Львов и Румынского фронта в Добрудже (то есть, с довольно скромными целями). Задачи Северного и Западного фронтов ограничивались сковыванием противостоящего им противника.
В конце февраля (ст. стиль)-начале марта 1917 года в России произошла революция. 2 (15) марта 1917 года император Николай II отрёкся от престола в пользу своего младшего брата — великого князя Михаила Александровича. Однако великий князь титул не принял и 3 (16) марта 1917 года предоставил определить форму правления в России Учредительному собранию.
После этого в России было образовано Временное правительство во главе с князем Г. Е. Львовым. Временное правительство сразу же заявило, что Россия будет продолжать войну «до победного конца» и не планирует заключать сепаратный мирный договор с Германией. Вместо Николая II Верховным главнокомандующим Русской армии назначили М. В. Алексеева.

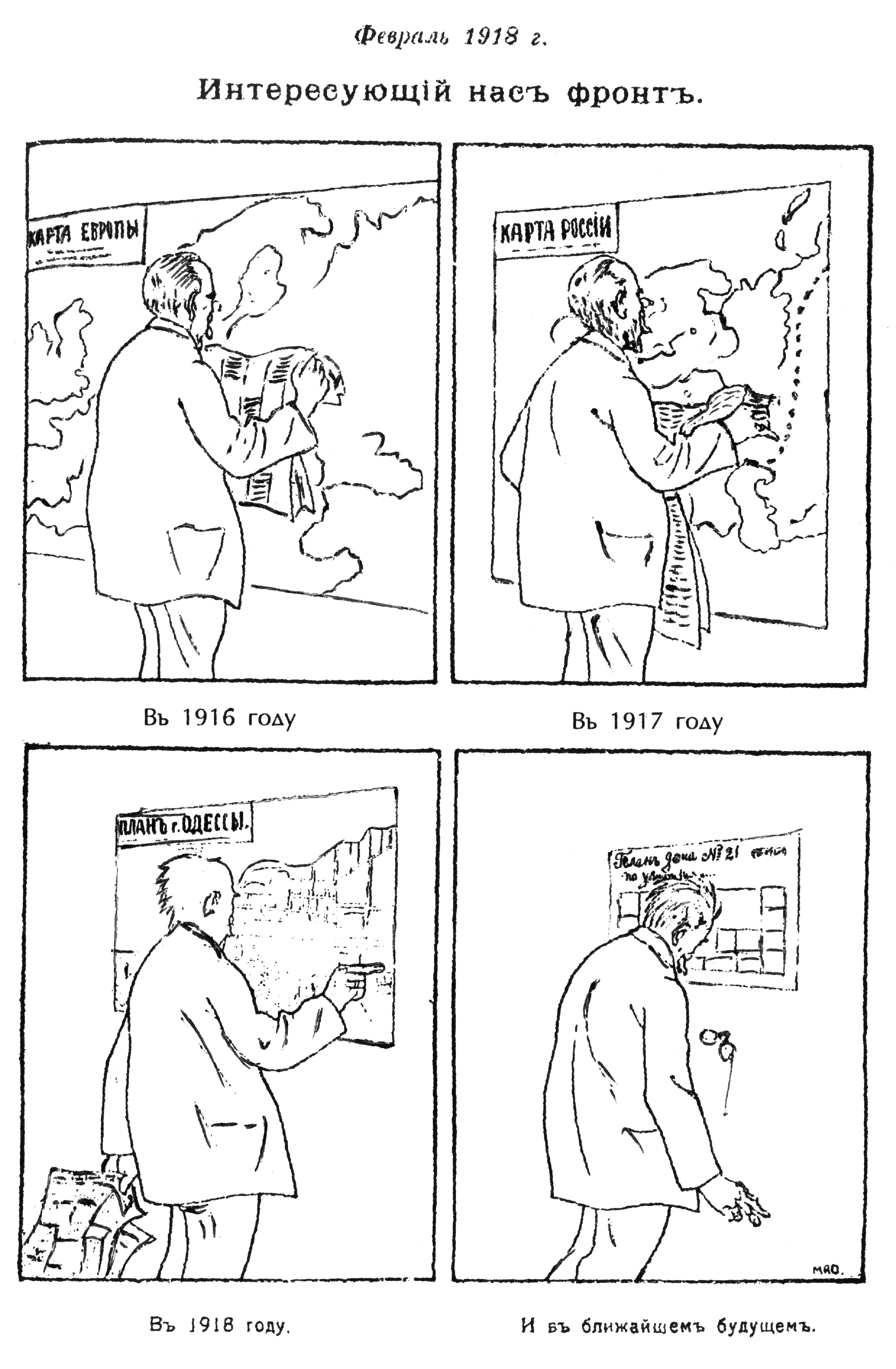
Интересующий нас фронт [ПМВ]. Февраль 1918

Ещё 1 (14) марта Совет рабочих и солдатских депутатов выпустил знаменитый «Приказ №1», образовавший солдатские комитеты, подрывавший власть офицеров в армии и тем самым разрушавший дисциплину. Временное правительство признало Приказ № 1 и стало насаждать его в воинских частях. Началось разложение русской армии, которая стала стремительно терять свою боеспособность. Согласно данным, приведённым Н. Н. Головиным в своей книге, «в армии средняя заболеваемость в месяц с началом революции увеличилась на 120 %, хотя никаких эпидемических болезней в армии не было и санитарное состояние продолжало оставаться благополучным, среднее число зарегистрированных дезертиров в месяц с началом революции увеличилось на 400 %. Кроме того, с марта 1917 начались громадная „утечка“ солдат с фронта и отказ идти на фронт из тыла под самыми различными предлогами».
Большое распространение получили «братания» с солдатами противника. В армии свободно распространялись антивоенные большевистские и анархистские газеты и даже немецкие пропагандистские издания. Падение дисциплины среди солдат сопровождалось резкими послереволюционными переменами в высшем командовании армией. Генералы, участвовавшие в заговоре против Николая II, продвигались на высшие посты, а генералы лояльные царю смещались со своих постов и увольнялись из армии.
4 июня по настоянию военного и морского министра Керенского, Временное правительство удалило с должности Верховного главнокомандующего генерала Алексеева, заменив его генералом Брусиловым.

### Июньское наступление
После того, как Временное правительство заявило о продолжении участия России в войне, русское командование принялось за организацию наступления, которое по договорённости с союзниками следовало начать весной 1917 года. Однако тот хаос и разложение, что царили в русских войсках, сделали невозможным проведение наступления в намеченные сроки. Оно было отложено на конец июня.

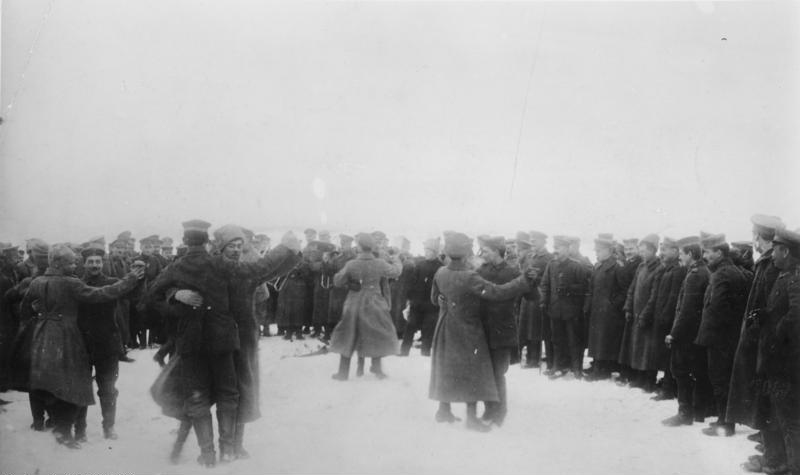
Братание на Восточном фронте. 1917 год

По планам русского командования основную роль в наступлении должны были сыграть войска юго-западного фронта. 11-я и 7-я армии наступали в направлении Львова, а 8-я армия — на Калуш. Войска северного, румынского и западного фронтов осуществляли вспомогательные удары.
29 июня 1917 года началась артиллерийская подготовка на участке юго-западного фронта. 1 июля в наступление перешли 7-я и 11-я армии. На некоторых участках русским войскам удалось захватить первые линии окопов и продвинуться вперёд. Но затем наступление остановилось. Войска стали обсуждать приказы и митинговать, отказывались продолжать наступление. В итоге из-за этого 3 июля наступление было прекращено.

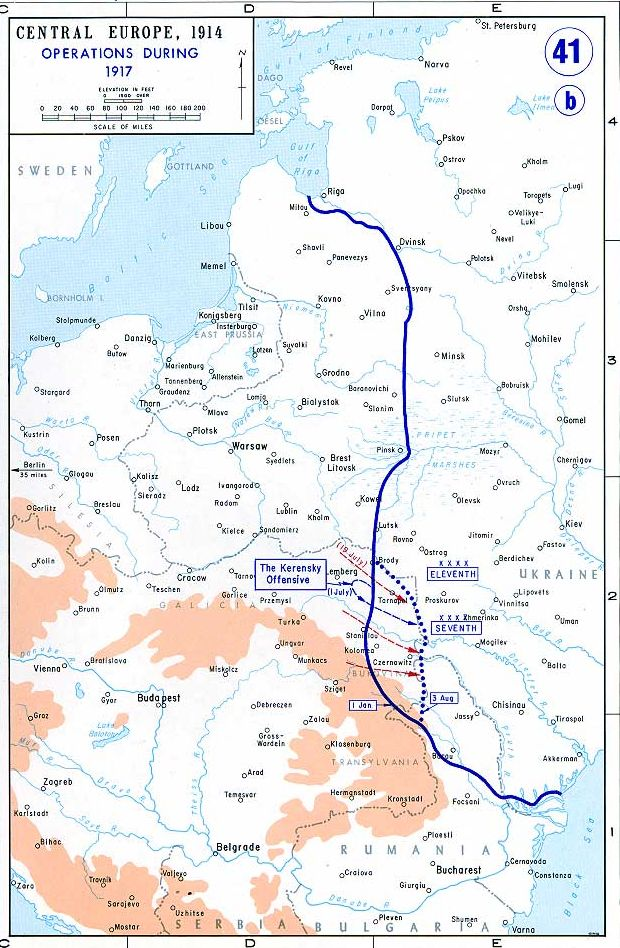
Восточный фронт. 1917 год

6 июля началось наступление 8-й армии на участке Галич — Станислав в направлении Калуша. Прорвав оборону, русская армия захватила свыше 7000 пленных и 48 орудий. Затем она заняла Станислав, Галич и Калуш. Однако вскоре австро-германское командование подготовило и нанесло контрудар по правому флангу юго-западного фронта. 19 июля прорвав фронт 11-й армии, австро-германцы продолжили наступление, что повлекло отход частей 7-й и 8-й армий. В ходе этих боёв выявился совершенный развал русской армии. Целые части без приказа отходили с линии фронта. Австро-германские войска, встречая незначительное сопротивление продвинулись через Галицию и 28 июля русские войска остановились на линии Броды, Збараж, река Збруч.
Также наступление русско-румынских войск началось и на румынском фронте. Первоначально русско-румынским войскам удалось прорвать фронт и одержать ряд побед. Однако вскоре после неудач русских войск на других фронтах наступление было приостановлено. 6 августа австро-германцы нанесли контрудар, завязались ожесточённые бои. Однако русско-румынские войска сумели удержать позиции, и 13 августа бои прекратились. После чего фронт вновь стабилизировался, и боевые операции здесь прекратились до конца войны.
В этом сражении русская армия потеряла около 130 000 убитыми, ранеными и пленными.
Благодаря июньскому наступлению произошёл резкий взлёт генерала Л. Г. Корнилова, который уже 18 июля был назначен Верховным главнокомандующим русской армии.

### Операции 1917 года и Корниловский мятеж

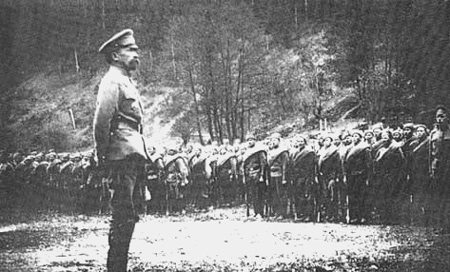
Генерал Корнилов перед войсками. 1917 год

Помимо июньского наступления в 1917 году на Восточном фронте происходили и другие операции. После неудачной для русской армии Рижской операции германские войска заняли Ригу. Главнокомандующий русской армии Корнилов был недоволен демократизацией армии, которая подрывала боеспособность русских войск. После поражения под Ригой генерал Корнилов принял решение открыто выступить против политики Временного правительства.
Немедленно вслед за падением Риги он двинул с фронта 3-й конный корпус на Петроград. Однако план Корнилова провалился, мятеж генерала был подавлен, а сам он был арестован. Новым главнокомандующим русской армии стал сам Керенский. Попытка Корнилова остановить разложение армии закончилась провалом, Временное правительство продолжило прежний курс внутренней политики. Германским войскам удалось провести удачную десантную операцию и захватить Моонзундский архипелаг Однако вскоре власть в стране захватили большевики, которые открыто заявляли о прекращении войны и подписании мирного договора с Германией.

### Октябрьская революция

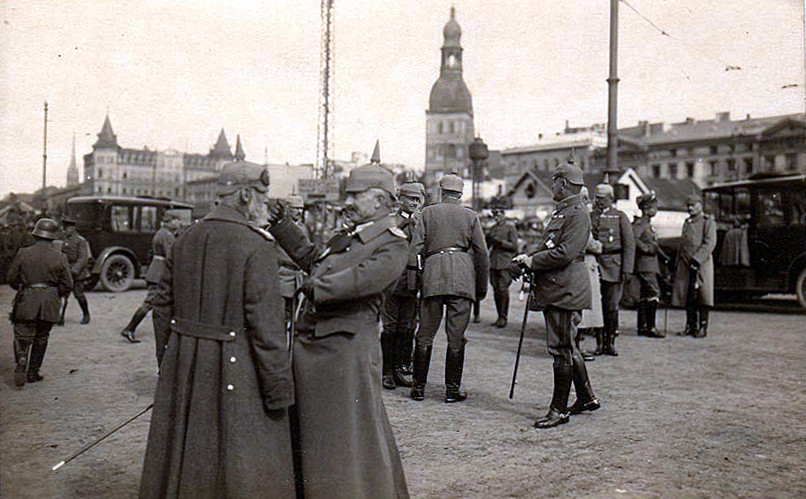
Германские войска в Риге, сентябрь 1917 года

25 октября (7 ноября) 1917 года в России произошла Октябрьская революция. Временное правительство было свергнуто, власть в стране перешла к большевикам. Подконтрольный большевикам II Всероссийский съезд Советов рабочих и солдатских депутатов провозгласил Декрет о мире и заявил о выходе Советской России из войны. Советское правительство обратилось ко всем воюющим державам с призывом заключить демократический мир без аннексий и контрибуций, однако это предложение страны Антанты оставили без внимания. Тогда большевистское правительство поручило командующему к тому времени армией Духонину прекратить боевые действия на Восточном фронте в одностороннем порядке и направить предложения о перемирии странам Четверного союза. Однако тот отказался это сделать. После этого Духонин был отстранён от командования. Главнокомандующим был назначен комиссар по военным делам прапорщик Крыленко. Прибыв в Ставку, в Могилёв, Крыленко отстранил Духонина от командования и арестовал его. Духонин был заколот охраной Крыленко прямо на перроне вокзала Могилёва.
15 декабря в Брест-Литовске между германской и советской делегациями было подписано сепаратное соглашение о перемирии. 22 декабря между делегациями начались переговоры.

### Итоги кампании 1917 года

Корниловское выступление

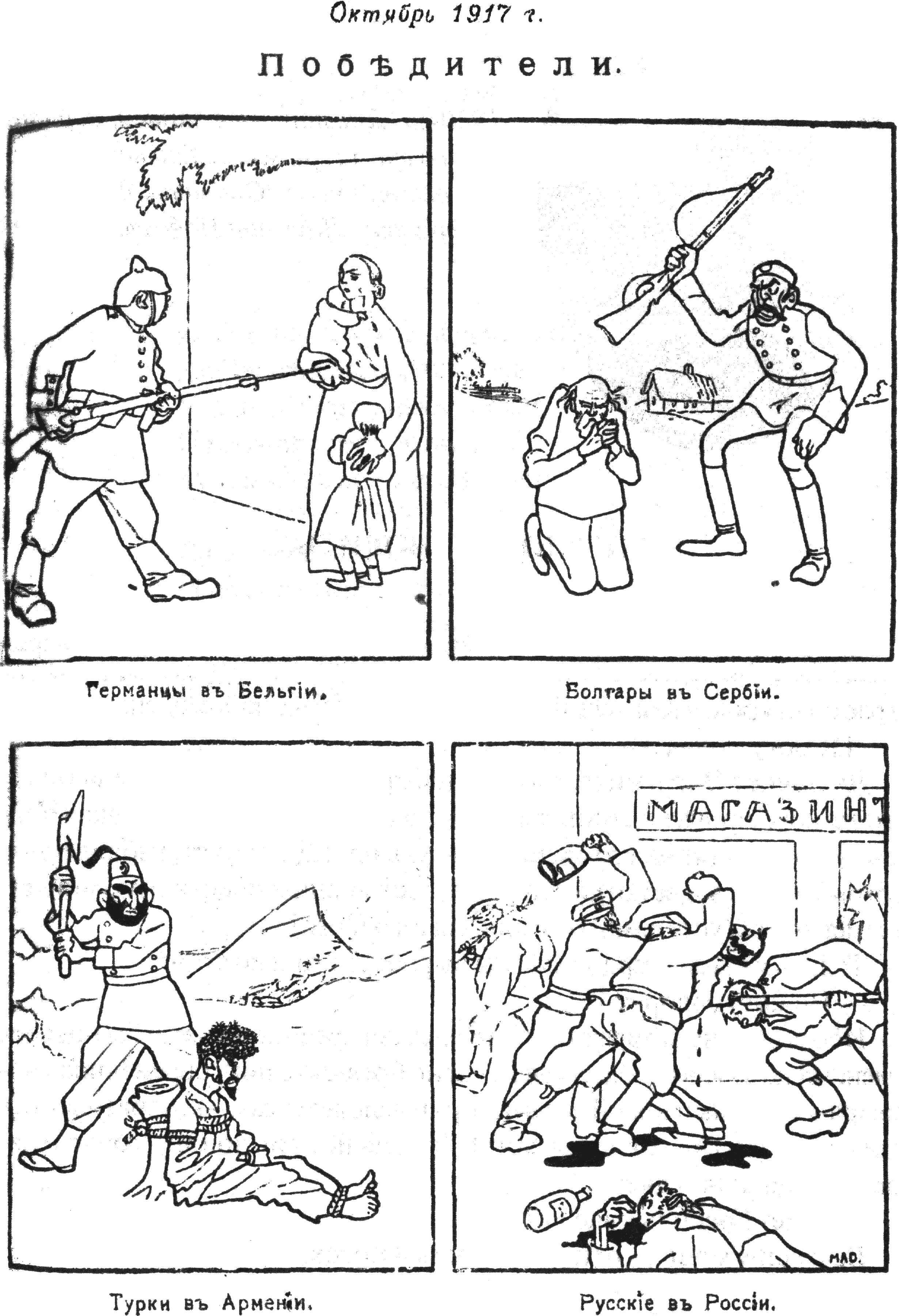
«Победители» ПМВ: русские в России. Октябрь 1917

В 1917 году в России произошли две революции, которые изменили историю страны. Николай II отрёкся от престола, и монархия пала. После начала демократизации армии в начале 1917 года начался её фактический распад. Несмотря на то, что русская армия ещё проводила масштабные операции в 1917 году, к концу года она перестала существовать. Также развал армии сопровождался развалом государства. Российская империя перестала существовать.
Большевики, пришедшие к власти в октябре, провозгласили декрет о мире и начали сепаратные переговоры о мире, для начала заключив с германско-австрийским командованием временное перемирие в ноябре. Это означало выход России из войны в одностороннем порядке. Численность немецких войск на Востоке снизилась в течение 1917 года с 1,877 млн до 1,586 млн человек (хотя в июле 1917 года и достигала максимальной численности за всю войну).
По официальным германским данным потери немецких войск в 1917 году на Восточном фронте составили: 19 846 человек убитыми, 13 190 пропавшими без вести, 218 274 ранеными и 515 469 человек заболевшими; потери австро-венгерских войск в 1917 году на Восточном фронте составили: 20 826 человек убитыми, 54 346 пропавшими без вести, 72 540 ранеными и 338 904 человек заболевшими.
Боевые потери русской армии за весь 1917 год составляли около 400 тысяч человек, но потери от дезертирства становились уже чудовищными и намного превосходили боевые. К концу 1917 года как организованная сила русская армия фактически перестала существовать.

## 1918 год

### Брестский мир
15 декабря 1917 в Брест-Литовске советским правительством было заключено сепаратное соглашение о перемирии с Германской империей и её союзниками. 22 декабря начались переговоры о мире. 9 января советской делегации были переданы предложения, предусматривавшие значительные территориальные уступки. В большевистском руководстве произошёл раскол. Ленин категорически выступал за удовлетворение всех требований Германии. Троцкий предлагал затягивать переговоры. Левые эсеры и некоторые большевики предлагали не заключать мир и продолжать войну с немцами, что не только вело к конфронтации с Германией, но и подрывало позиции большевиков внутри России, поскольку их популярность в армии строилась на обещании выхода из войны. 28 января 1918 советская делегация с лозунгом «войну прекращаем, но мира не подписываем» прервала переговоры. В ответ 18 февраля германские войска начали наступление по всей линии фронта. Одновременно германо-австрийская сторона ужесточила условия мира. 3 марта был подписан Брестский мирный договор, по которому Россия теряла около 1 млн км² (включая Украину) и обязывалась демобилизовать армию и флот, передать Германии корабли и инфраструктуру Черноморского флота, выплатить контрибуцию в размере 6 млрд марок, признать независимость Украины.

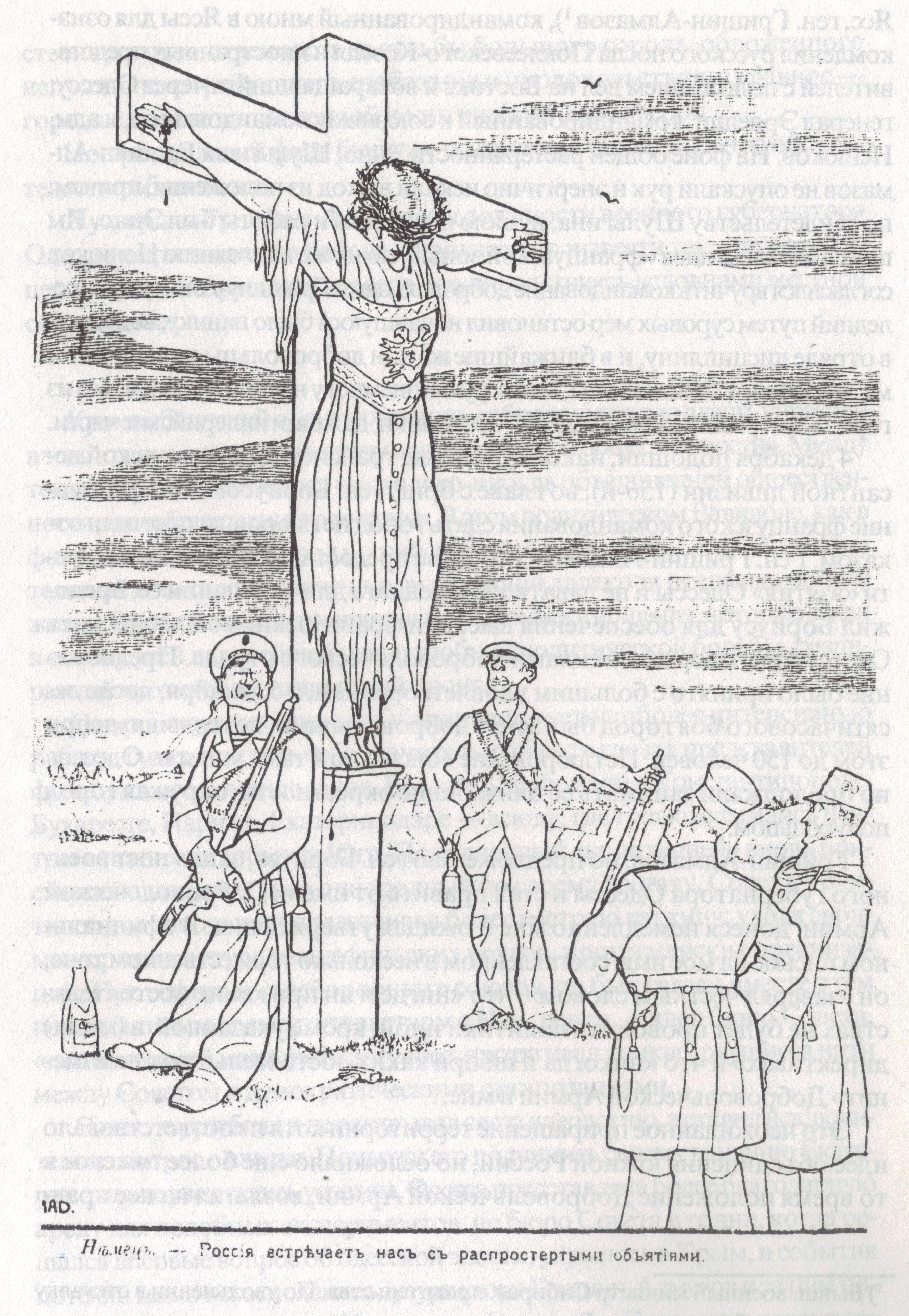
Немец: - Россия встречает нас с распростёртыми объятиями. Март 1918

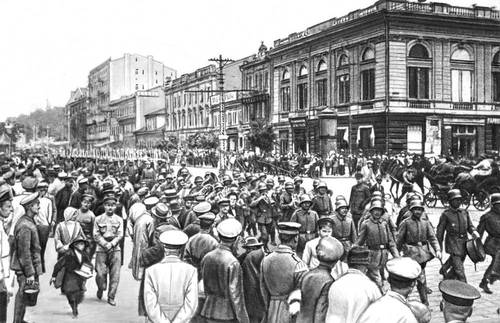
Германские войска вступают в Киев. 1 марта 1918 года

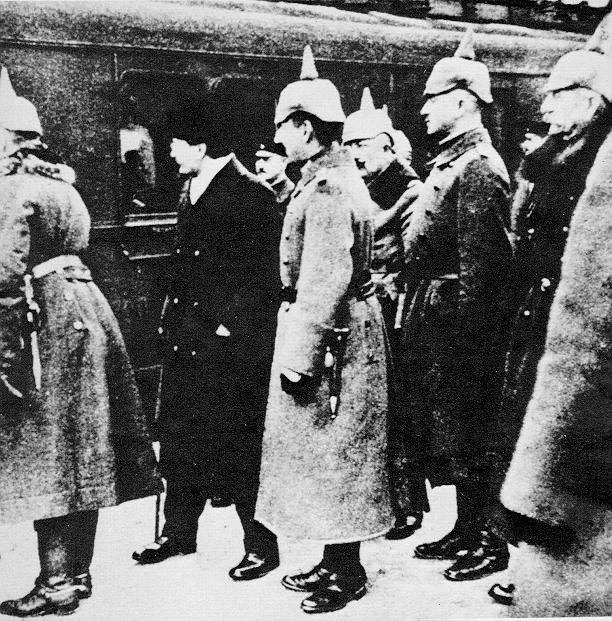
Лев Троцкий и германская делегация

Четвёртый Чрезвычайный съезд Советов, контролируемый большевиками, несмотря на сопротивление «левых коммунистов» и левых эсеров, расценивавших заключение мира как предательство интересов «мировой революции» и национальных интересов, ввиду полной неспособности Красной армии противостоять даже ограниченному наступлению германских войск и необходимости в передышке для укрепления большевистского режима 15 марта 1918 года ратифицировал Брестский мирный договор. Немецкая армия беспрепятственно заняла Прибалтику, Беларусь и Украину. На территории этих стран были созданы правительства, находящиеся в зависимости от Германии. Правительство Центральной рады на Украине, не оправдавшее надежд оккупантов, было разогнано, на его месте 29 апреля было сформировано новое правительство во главе с гетманом Скоропадским.
Оккупационные силы Германии на востоке, включая территорию Румынии, оцениваются в 1045 тысяч штыков, Турции (группа «Восток») — около 30 тысяч штыков.
По официальным германским данным потери немецких войск в 1918 году на Восточном фронте составили: 844 человека убитыми и умершими от ран и болезней, 147 пропавшими без вести, 32 577 ранеными и 338 904 человек заболевшими; потери австро-венгерских войск в 1918 году на Восточном фронте составили: 5 471 человек убитыми, 5 250 пропавшими без вести, 1 897 ранеными и 154 401 человек заболевшими.

### Бухарестский мирный договор
После выхода из войны России румынское правительство приняло решение также подписать мирный договор с Центральными державами. Условия договора были тяжёлыми для Румынии. 7 мая в Бухаресте был подписан мирный договор. Румыния лишалась в пользу победителей стратегически важных пограничных областей, богатых лесом и нефтью. Южная Добруджа передавалась Болгарии. Над Северной Добруджей, являвшейся предметом споров между Турцией и Болгарией, устанавливалось совместное управление государств Четверного союза. Также Румыния обязывалась пропускать через свою территорию все войска Центральных держав.

### Вторая румынская кампания
Румыния вновь объявила войну Германии 10 ноября 1918 года, и объявила о мобилизации армии. Румынское правительство аргументировало это тем, что мирный договор с Центральными державами был навязан чрезвычайными обстоятельствами и был официально денонсирован союзными державами; он недействителен, так как никогда не был ратифицирован королем; если признать, что Румыния технически нарушила договор 1916 года, то и Антанта не смогла обеспечить обещанное наступление из Салоник в 1916 году, также Россия вышла из войны. Любая тень сомнения была уничтожена приглашением союзников вновь вступить в войну, а также официальным признанием, предложенным главами союзных государств. Румынская позиция была с энтузиазмом поддержана Анри Бертело, который писал в своей первой депеше с Дунайского фронта: «Румыния снова оказалась в войне с Германией до подписания перемирия [11 ноября]; этим фактом она полностью в рядах союзников». Союзные министры в Бухаресте также решительно поддержали эту интерпретацию, подчеркивая необходимость признания претензий Румынии из-за её политической и экономической значимости для интересов союзников, а также потому, что отказ от её претензий, по их мнению, привел бы к «взрыву большевизма» из-за тяжёлых послевоенных условий.

## Потери сторон
По официальным германским данным потери немецких войск в 1914—1918 году на Восточном фронте составили: 173 800 человек убитыми и умершими от ран и болезней, 143 318 пропавшими без вести, 1 151 153 ранеными и 4 240 576 человек заболевшими; потери австро-венгерских войск на Восточном фронте (включая и боевые действия против Румынии) составили: 311 678 человек убитыми, 1 194 147 пропавшими без вести, 1 063 486 ранеными и 1 704 151 человек заболевшими. Германия понесла против России примерно четверть от всех своих потерь в войне, а Австро-Венгрия — половину.
Потери России за четыре года войны составили от 775тыс. до 2,2 млн человек, что превышает потери любой другой из участвовавших в войне стран за тот же период.
Огромные потери стороны понесли также и пленными: российских военнослужащих захвачено в плен по разным источникам от 2,4 до 3,6 млн человек (из них от 190 000 до 230 000 умерло в плену), военнослужащих Центральных держав захвачено в русский плен от 2,1 до 2,6 млн человек (из которых около 42 000 умерло в плену).

## Потери генералитета Германии
Список германских генералов, погибших и пленённых в боях с Русской армией:
1. Генерал-майор Адольф Брантгаут убит 15 августа 1914 года во время Восточно-Прусской операции.
2. Генерал-майор Ф. Фон Тротта убит 17 августа 1914 года во время Восточно-Прусской операции в бою с русскими частями, прорывавшимися из окружения. Его бригада была разгромлена и рассеяна.
3. Генерал- лейтенант Ф. фон Буссе убит 26 августа 1914 года на северном фасе Галицийской битвы.
4. 8 октября 1914 года в Ловиче захвачен в плен генерал-лейтенант фон Гауке.
5. 13 октября 1914 года убит генерал-маор Ф. фон Массенбах в боях на Равке во время Варшавско-Ивангородской операции.
6. 28 октября 1914 года умер от ран генерал-майор П. фон Бланкензе.
7. 30 октября 1914 года у Влоцлавска убит генерал пехоты А. фон Бризен.
8. 10 ноября 1914 года убит генерал-лейтенант Ф. Вайнкер фон Данкешвайль в бою у Борово. Его дивизия входила в состав ударной группы Шеффера. Группа была окружена и 87,5 % группы было уничтожено.
9. 12 ноября 1914 года под Лодзью убит генерал-лейтенант О. фон Хенинг.
10. 29 ноября 1914 года у Замичков погиб генерал-майор фон Мартин.
11. 9 января 1915 года в ходе боёв на Бзуре убит генерал-майор П. фон Типпельскирх
12. 7 февраля 1915 года погиб генерал-майор Э. фон Эсторфф.
13. 26 февраля 1915 года умер от ран генерал пехоты В. Фон Дитфурт. Смертельные ранения он получил у Стависок.
14. 25 апреля 1915 года в Шавельском районе убит генерал-майор Э. фон Крельсгейн.
15. 25 сентября 1915 года умер от ран генерал-майор Вольф фон Хелльдорф, тяжело ранен в боях у Бусмице.
16. 15 ноября 1915 года взят в плен у Невеля и покончил с собой генерал-майор Зигфрид Фабариус.
17. 24 октября 1916 года в районе Кимполунга убит генерал-майор М. Пехт.
18. 26 августа 1917 года смертельно ранен у Сушицы генерал пехоты К. Риттер фон Веннингер.